# Галерея Аполлона

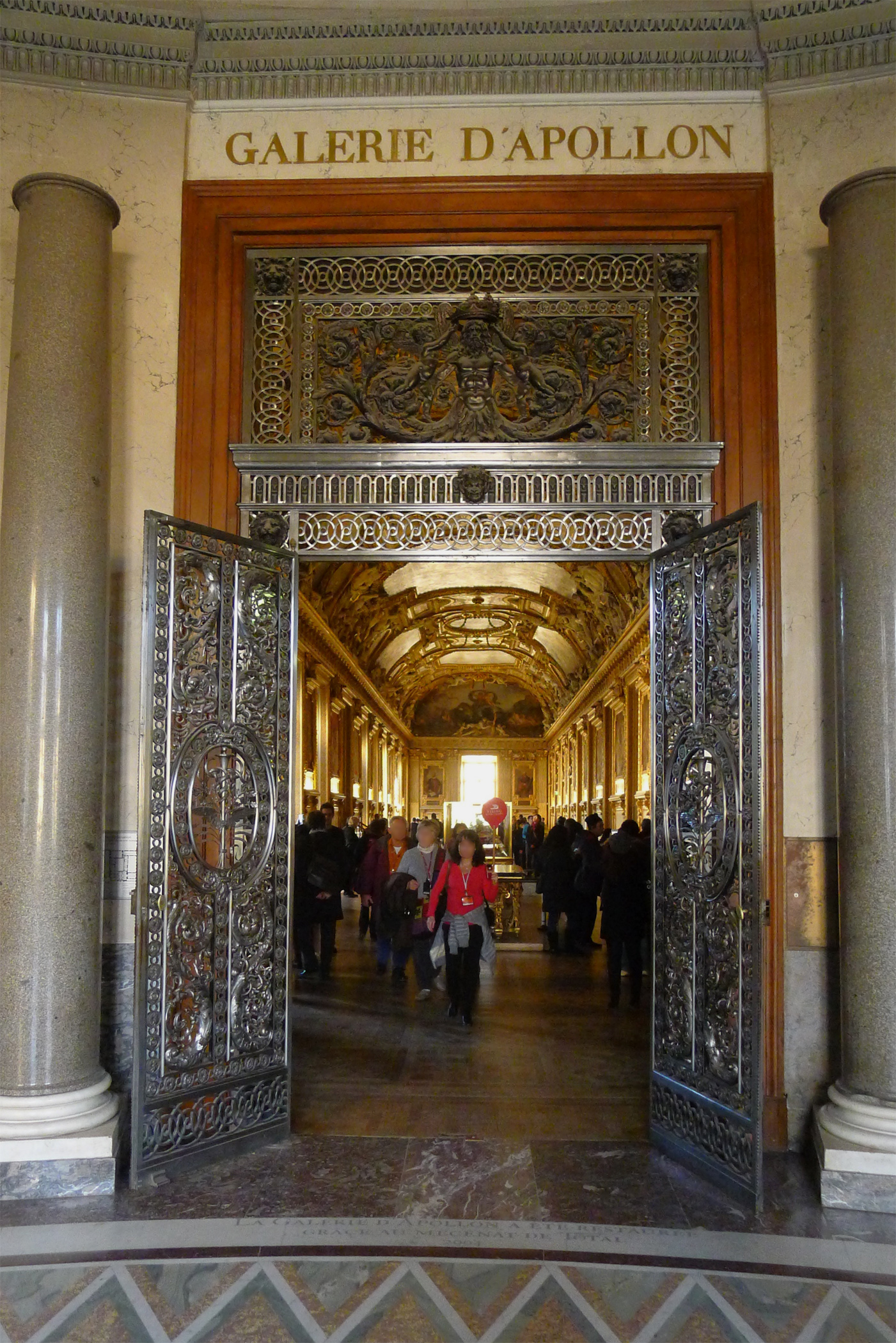
Вход в галерею

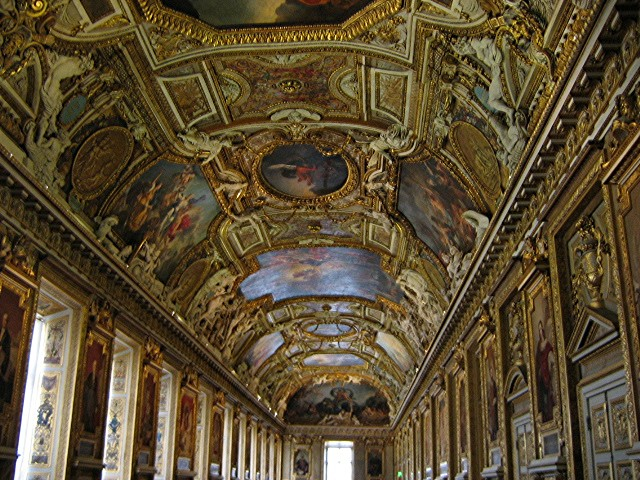
Плафон Галереи Аполлона

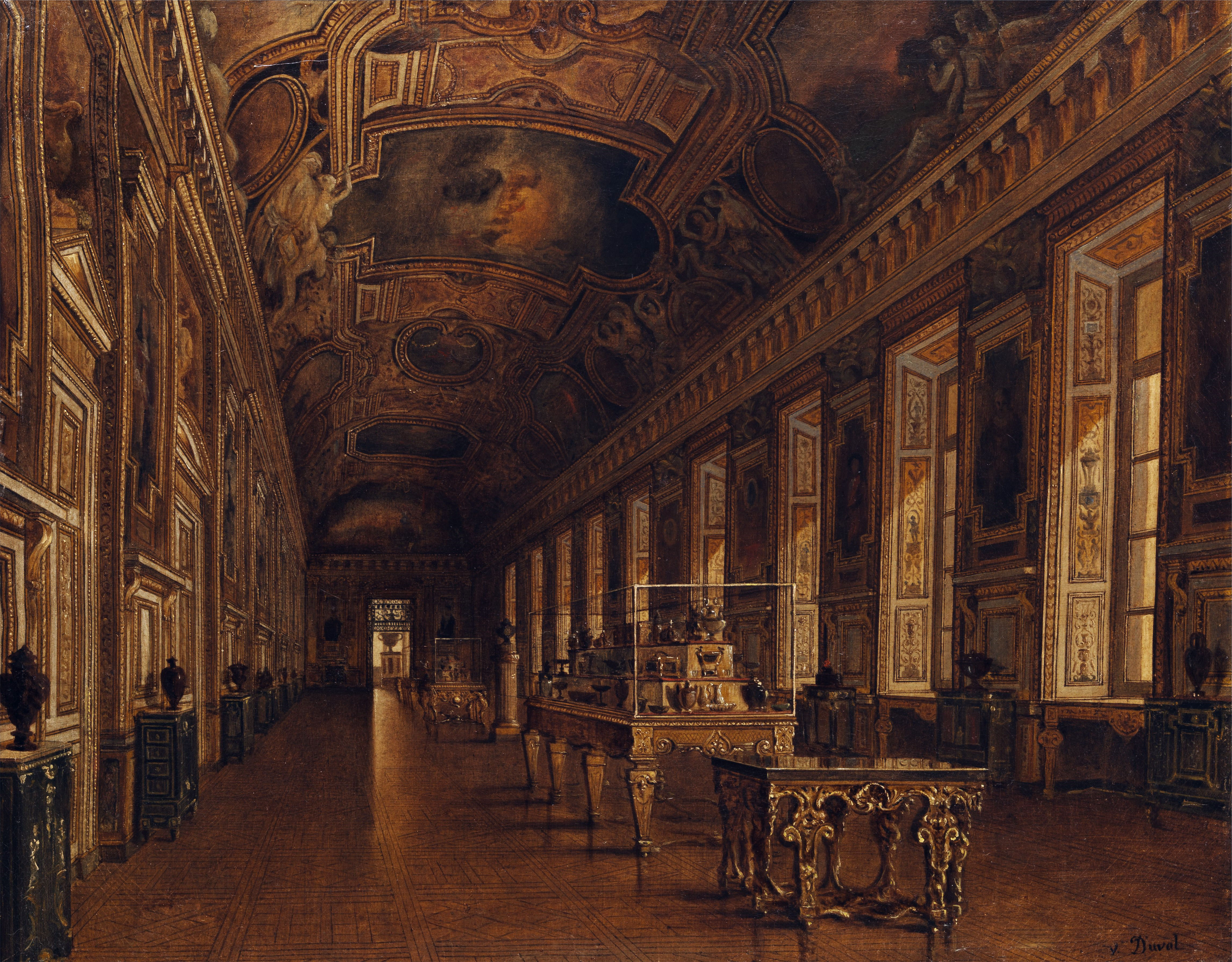
Галерея до 1889 года. Картина Виктора Дюваля

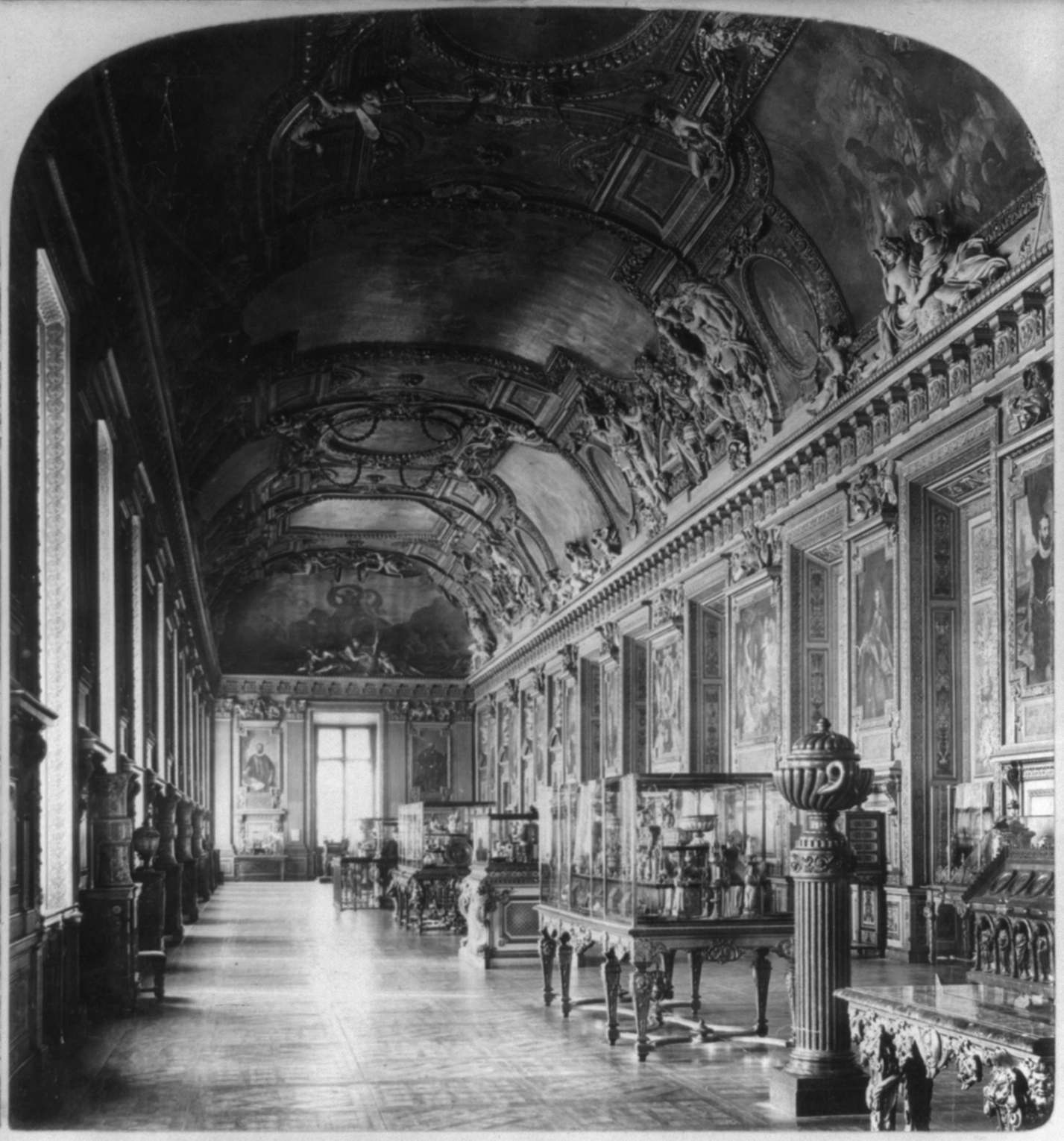
Галерея Аполлона около 1901 года

Галерея Аполлона — выдающееся произведение архитектуры так называемого «Большого стиля» эпохи правления короля Людовика XIV. Размещается на первом этаже Луврского дворца (крыло Денон, зал 705) в Париже.

## Краткая хронология
- До 1661 года: Малая галерея
- 1661 год: начало строительства
- 1663—1677 годы: внутреннее оформление
- 1766—1781 годы: Академия завершает строительство работами своих академиков
- 1848—1851 годы: реставрация галереи Феликсом Дюбаном, картина Эжена Делакруа[2] .
- 1999—2004 годы — последняя реставрация галереи

## Предыстория: Малая галерея и Галерея королей
В 1566 году Карл IX начал строительство Малой галереи. Малая галерея располагалась перпендикулярно Сене, от неё впоследствии была построена Большая Галерея Лувра, соединившая Лувр с Тюильри. Располагавшаяся этажом выше будущая Галерея Аполлона была тогда лишь террасой покоев Карла IX. Во время строительства Большой галереи, между 1595 и 1610 годами, при Генрихе IV, над Малой галереей был достроен этаж, так называемая Галерея королей (Galerie des Rois) с портретами королей и королев Франции — впоследствии эта галерея станет Галереей Аполлона. Потолок Галереи королей был расписан Туссеном Дюбрёй, портреты королей и королев Франции, а также портреты выдающихся людей Франции, были сделаны Якобом Бюнелем.
6 февраля 1661 года, во время монтажа сцены для балета в Малой галерее вспыхнул пожар. От огня находящаяся выше Галерея королей вместе со всем декоративным оформлением была уничтожена.

## Людовик XIV и рождение Галереи Аполлона (1661—1679)
После пожара 6 февраля 1661 года немедленно начались работы по перестройке пострадавшей части дворца. Архитектором строительства, продолджавшегося с 1661 по 1663 год, выступил Луи Лево, в то время как Шарль Лебрен получил заказ от Кольбера на разработку художественной программы оформления галереи. Это была первая королевская галерея, предназначенная для Людовика XIV, двадцать лет спустя она послужит образцом для Зеркальной галереи Версальского дворца.

### Иконографическая программа Шарля Лебрена
В художественной программе Лебрена используется тема движения Солнца и хода времени посредством традиционной иконографии, персонификации времён года, знаков зодиака и четырёх стихий: огня, земли, воды и воздуха. Декоративные медальоны, картины и скульптуры также отсылают к этим темам. Всё вместе символизирует блага, которые даруют добродетели Короля-Солнца Людовика XIV.

### Картины
Согласно проекту Шарля Лебрена, на северной оконечности галереи должна находиться картина, прославляющая землю («Триумф Земли» или «Триумф Кибелы» Жозефа-Бенуа Гишара), на южном конце — прославление воды («Триумф Нептуна и Амфитриты» самого Шарля Лебрена). В центре галереи — картина, прославляющая солнечного бога Аполлона («Аполлон, убивающий змея Пифона» Эжена Делакруа).
Движение Солнца представлено двумя картинами кисти Лебрена: «Вечер», или «Морфей» (между 1664 и 1677 гг.) и «Ночь», или «Диана» (также между 1664 и 1677 гг.). Между 1667 и 1670 годами Жак Жервез написал большую часть из двенадцати медальонов, представляющих месяцы года, размещённых у основания свода с каждой стороны галереи. Между 1666 и 1670 годами Леонар Гонтье написал на продольной оси плафона галереи шесть композиций гротесков, представляющих богов шести планет.

### Стукко
Работы по декоративной лепке из гипса (стукко) были поручены четырём скульпторам: Франсуа Жирардон оформил юго-западную часть боковых стен, Гаспар Марси — северо-западную часть, Бальтазар Марси (брат Гаспара) — северо-восточную часть галереи, Тома Реноден — юго-восточную часть. Скульпторы работали над проектом с 1663 по 1667 год согласно моделям, предоставленным Лебреном.

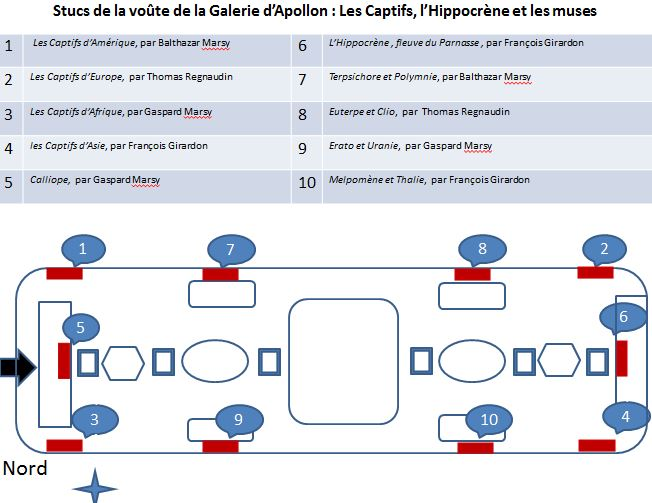
Схема потолка Галереи Аполлона

По обеим сторонам каждой арки барельефы изображают пары сидящих пленников, прислонившихся к трофеям. Пленники символизируют четыре континента, через которые проходит солнце в течение дня:
- Гаспар Марси, Пленники Африки (1663—1664)
- Франсуа Жирардон, Пленники Азии (1663—1664)
- Тома Реноден, Пленники Европы (1663—1664)
- Бальтазар Марси, Пленники Америки (1663—1664)

## Четыре группы пленников наплафонеГалереи Аполлона

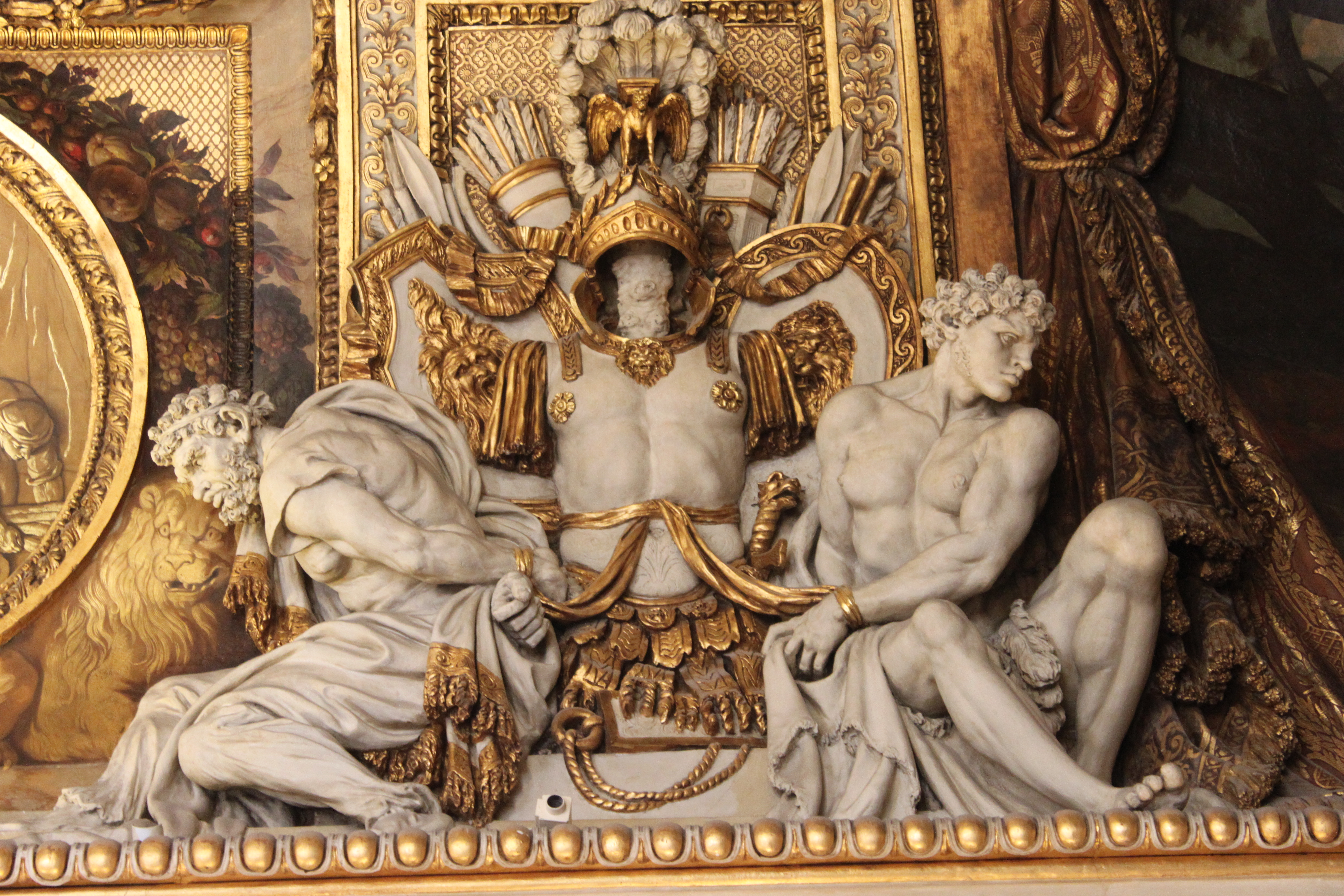
1. Гаспар Марси, Пленники Америки.
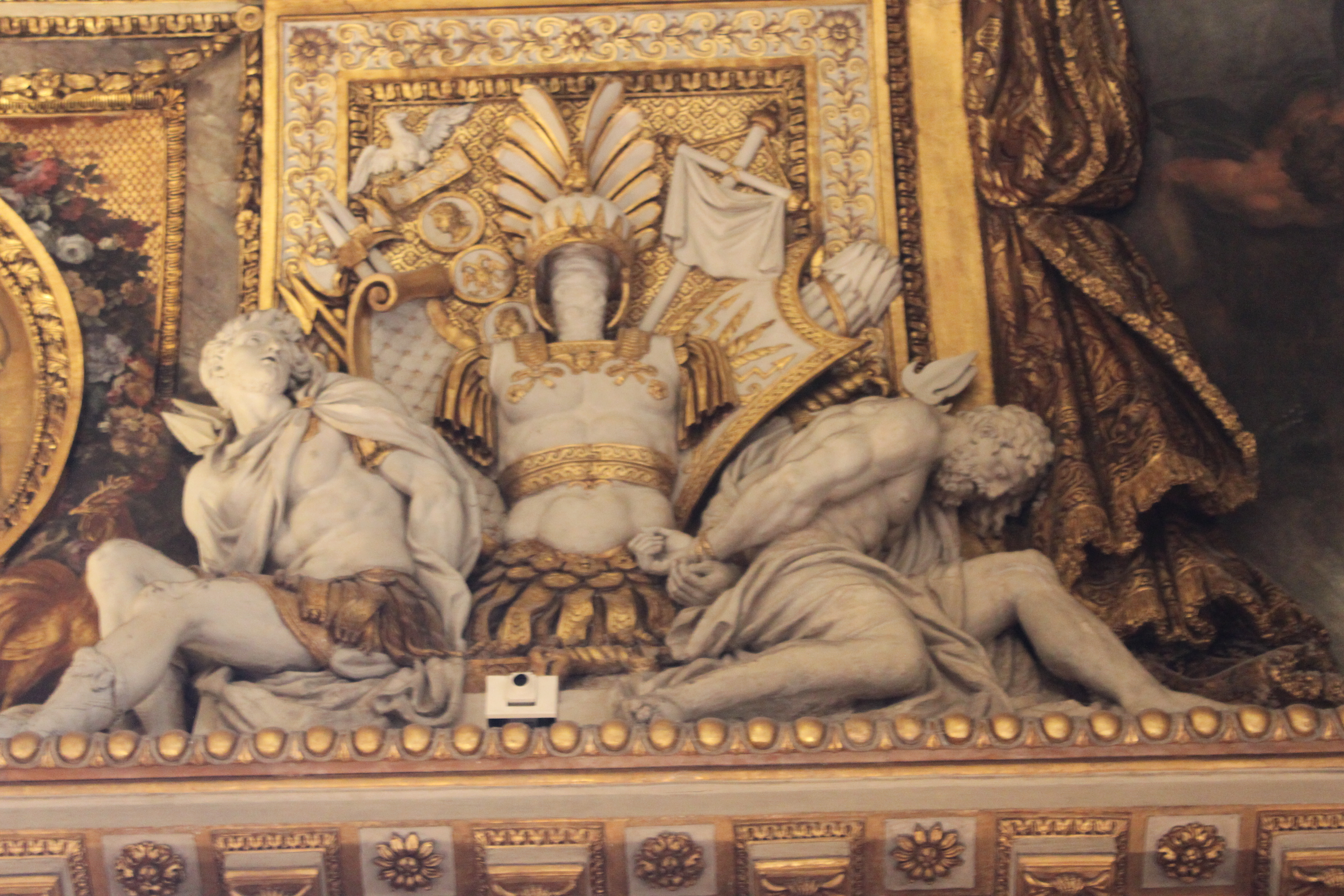
2. Тома Реноден, Пленники Европы.
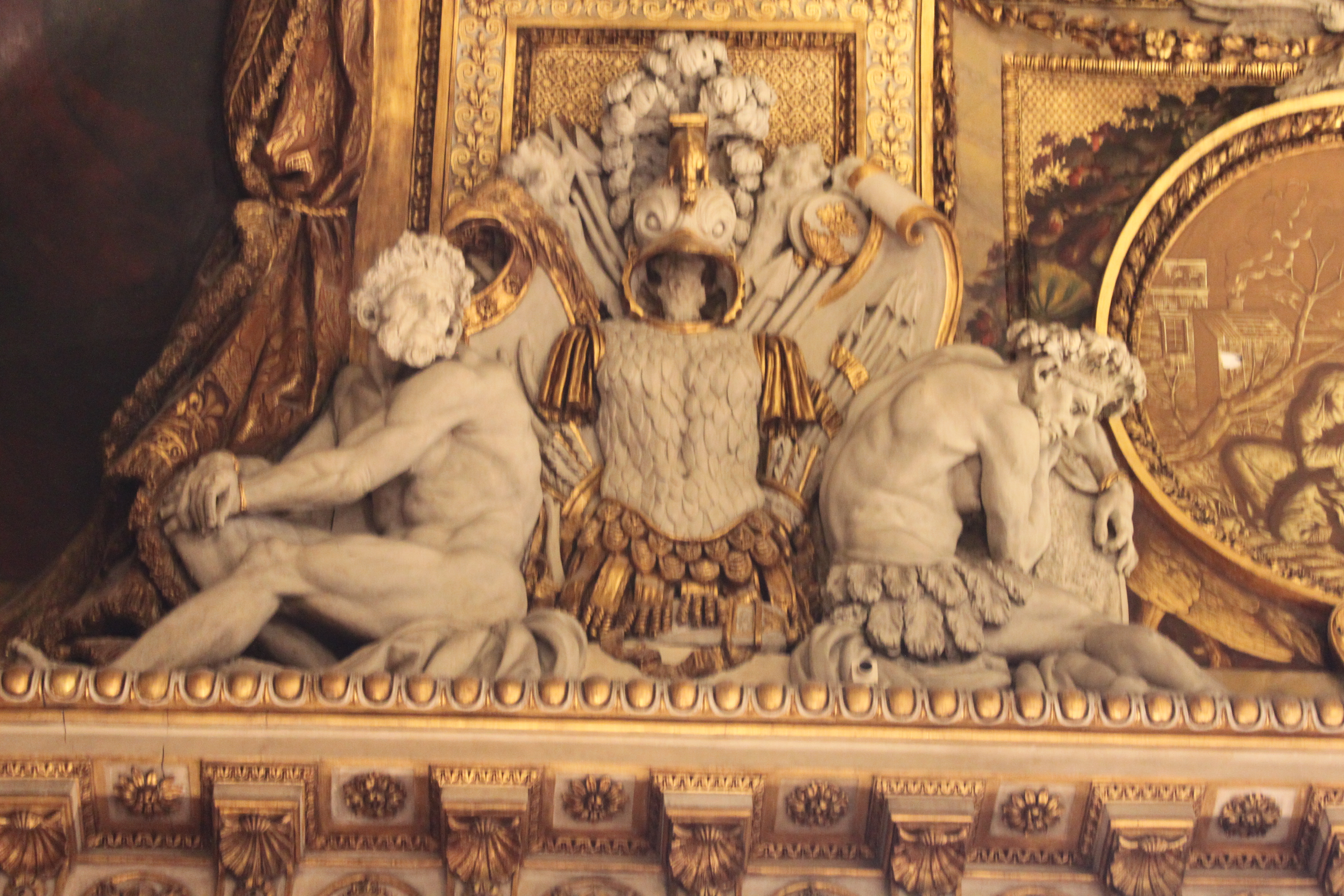
3. Бальтазар Марси, Пленники Африки.
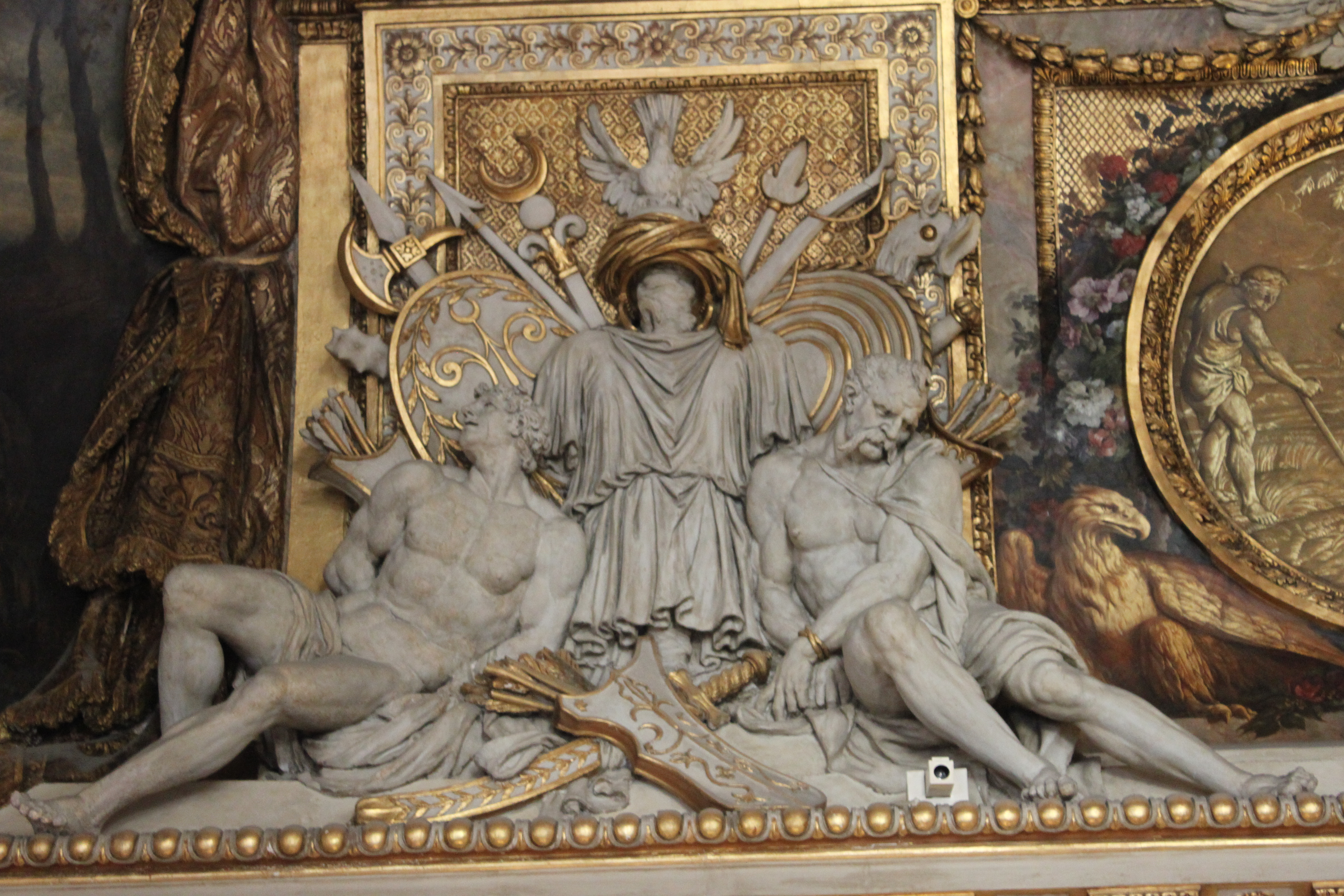
4. Франсуа Жирардон, Пленники Азии.

Шесть скульптур, установленных перед некоторыми картинами плафона, представляют мужскую аллегорию Гиппокрены (во французском языке «река» может быть мужского рода) и каждую из девяти муз:
- На южном конце галереи, непосредственно рядом с картиной Лебрена «Амфитрита» находится лепная композиция Жирардона «Гиппокрена, источник Парнаса» (1665): аллегорическая фигуры Гиппокрены держит весло, и один из двух ангелочков пьёт речную воду из чаши.
- На северном конце галереи, рядом с картиной Жозефа Гишара «Триумф земли» (1850) находится лепная композиция Гаспара Марси, «Каллиопа» (1663—1665): Каллиопа, муза красноречия и героической поэзии, окружена двумя маленькими духами; в одной руке она держит трубу, а в другой — книгу.

- На северо-востоке галереи находится лепнина Бальтазара Марси, «Терпсихора и Полигимния» (1663—1665): муза танца Терпсихора играет на лире, а муза риторики и песни Полигимния держит в руках свитки бумаги или пергамента.
- На северо-западе галереи — лепнина Гаспара Марси, «Урания и Эрато» (1663—1665 гг.): муза астрономии Урания держит в правой руке циркуль для измерения земного шара, а частично обнаженная муза лирической и эротической поэзии Эрато играет на лире.
- На юго-западе галереи — лепнина Жирардона, «Мельпомена и Талия» (1663—1665): муза песни и трагедии Мельпомена в короне и со скипетром, а муза комедии Талия держит театральную маску.
- На юго-востоке галереи — стукко Ренодена «Эвтерпа и Клио» (1663—1665): муза музыки Эвтерпа держит флейту, а муза истории Клио в короне опирается на книги.

## Девять муз и Гиппокрена наплафонеГалереи Аполлона

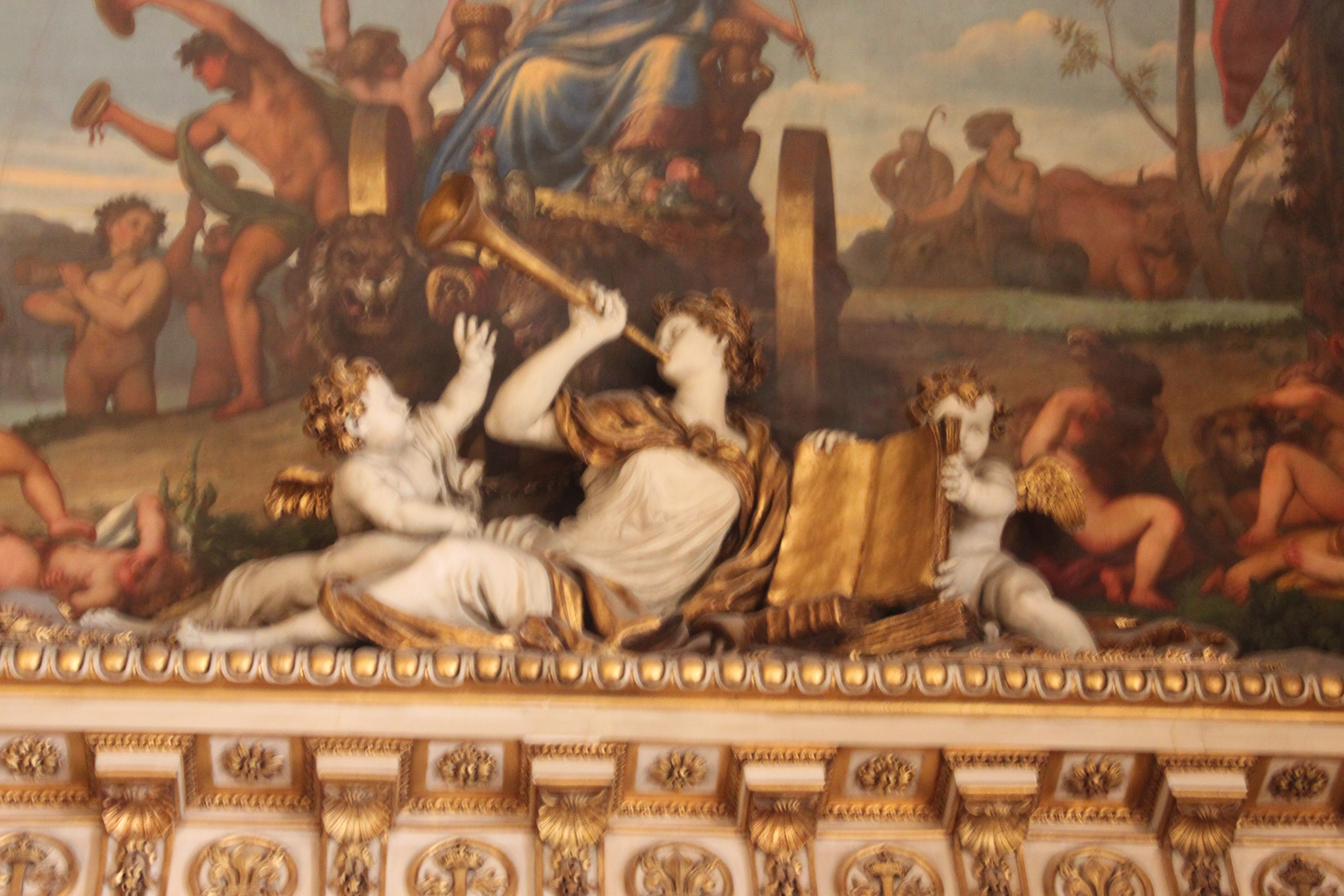
5. Гаспар Марси, Каллиопа (1663-1665).
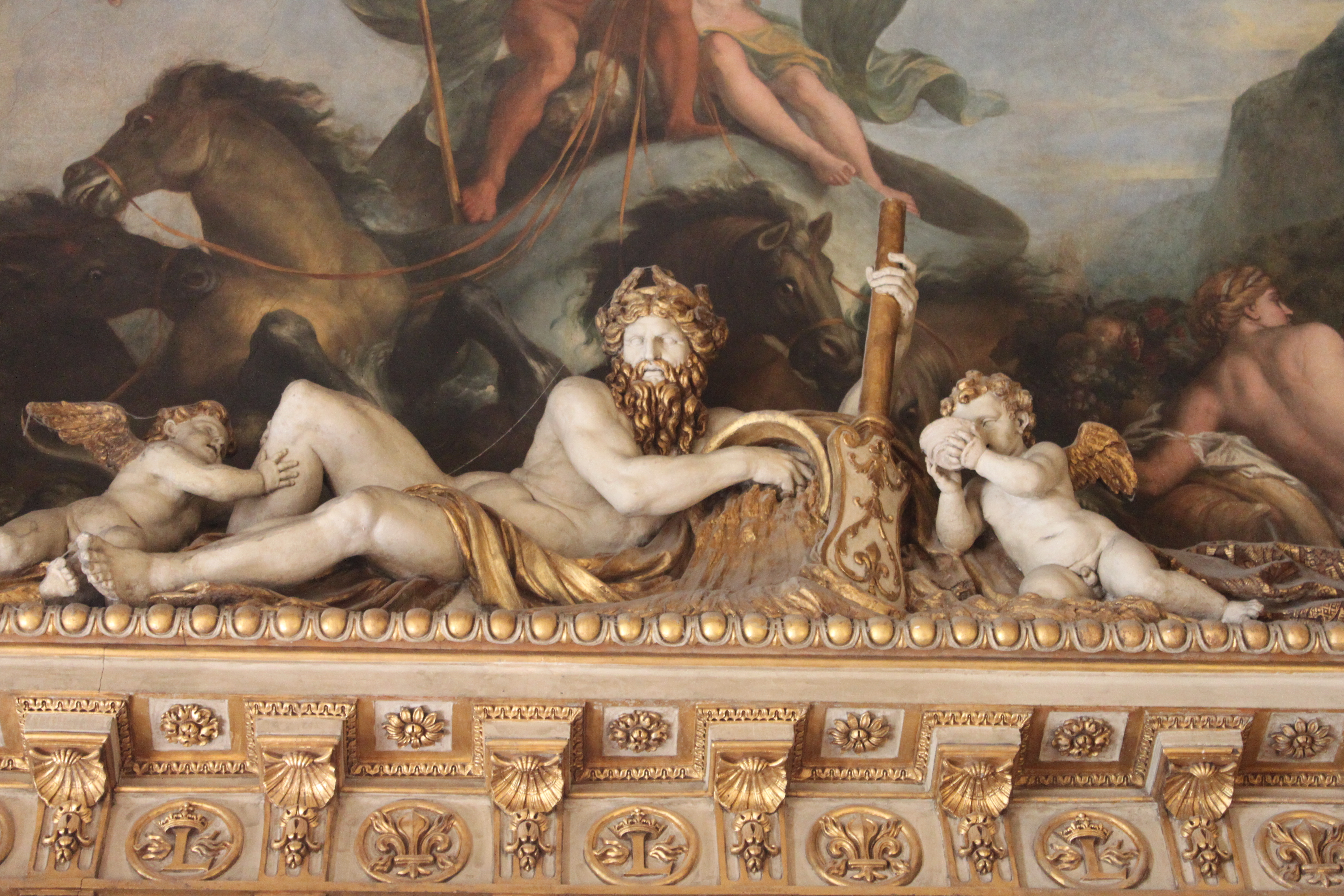
6. Франсуа Жирардон, Гиппокрена, источник Парнаса (1665).
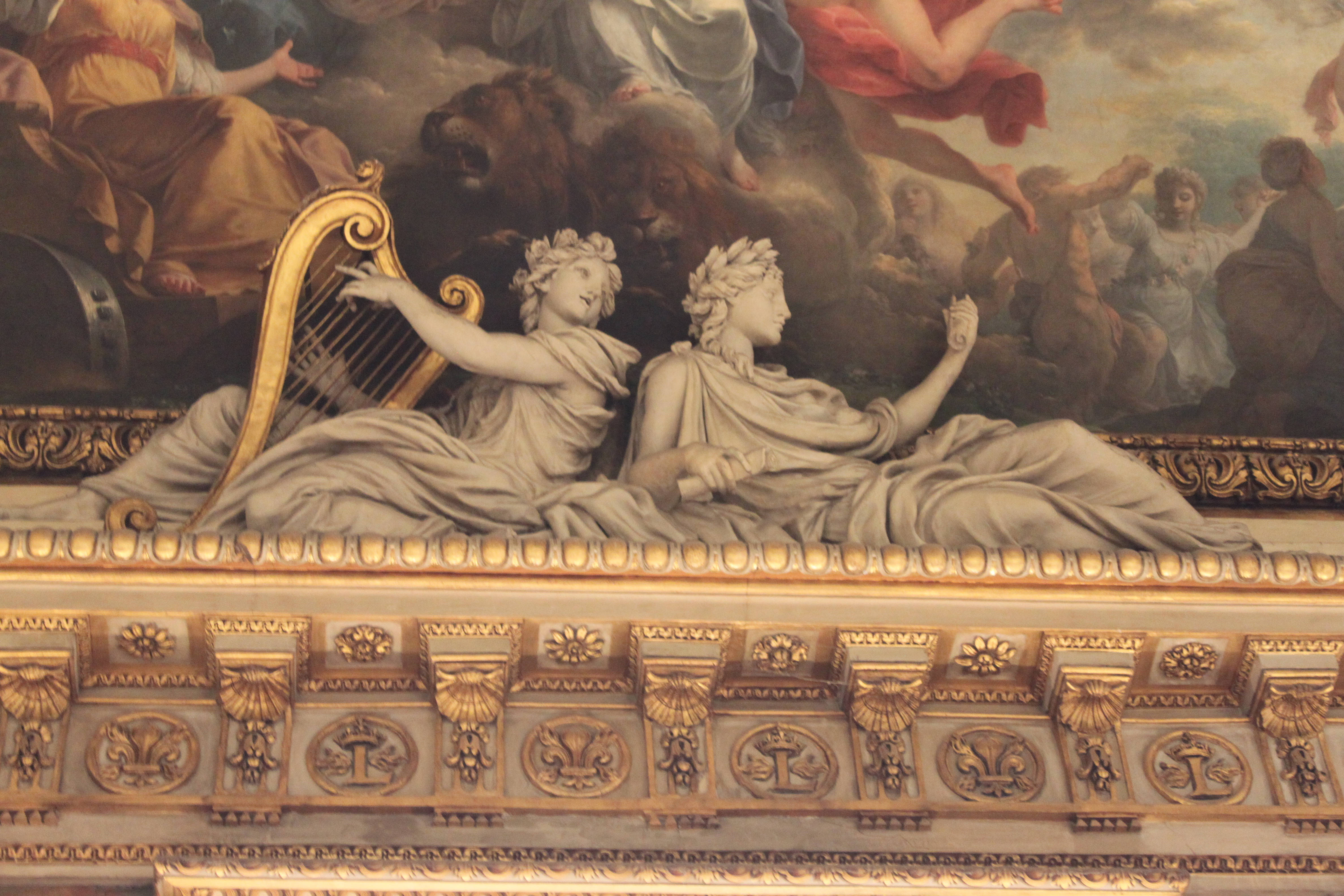
7. Бальтазар Марси, Терпсихора и Полигимния (1663-1665).
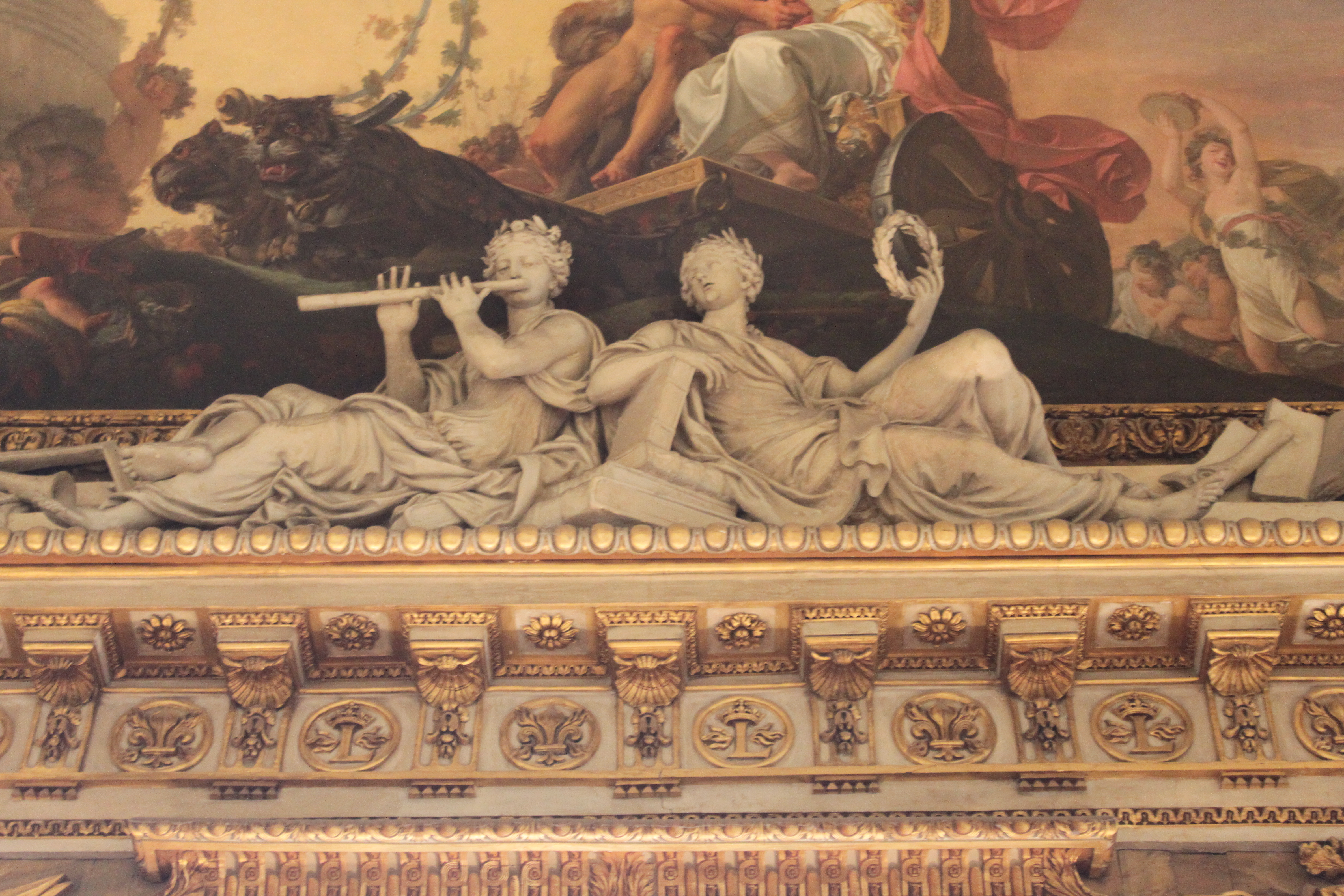
8. Тома Реноден, Эвтерпа и Клио (1663-1665).
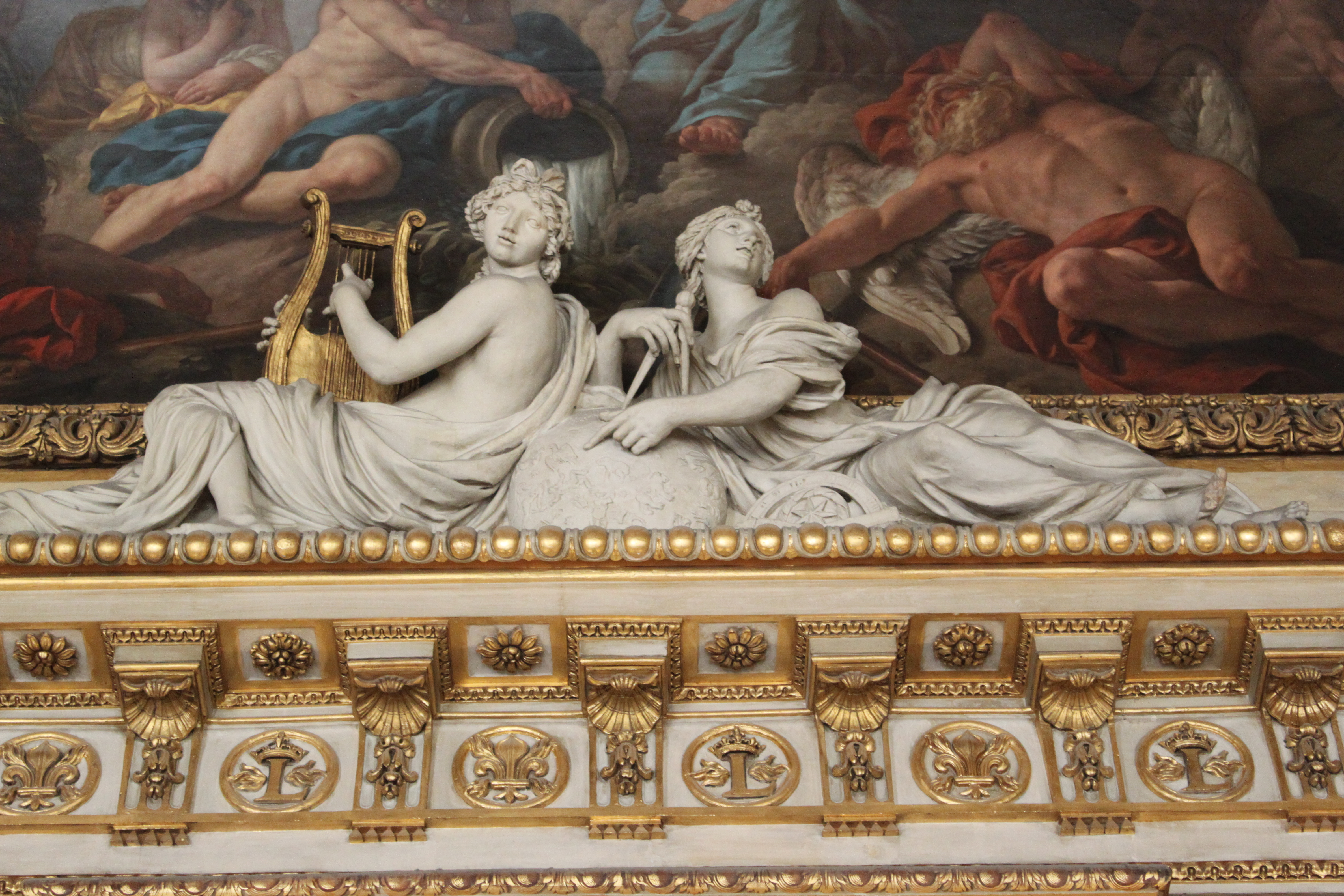
9. Гаспар Марси, Урания и Эрато (1663-1665).
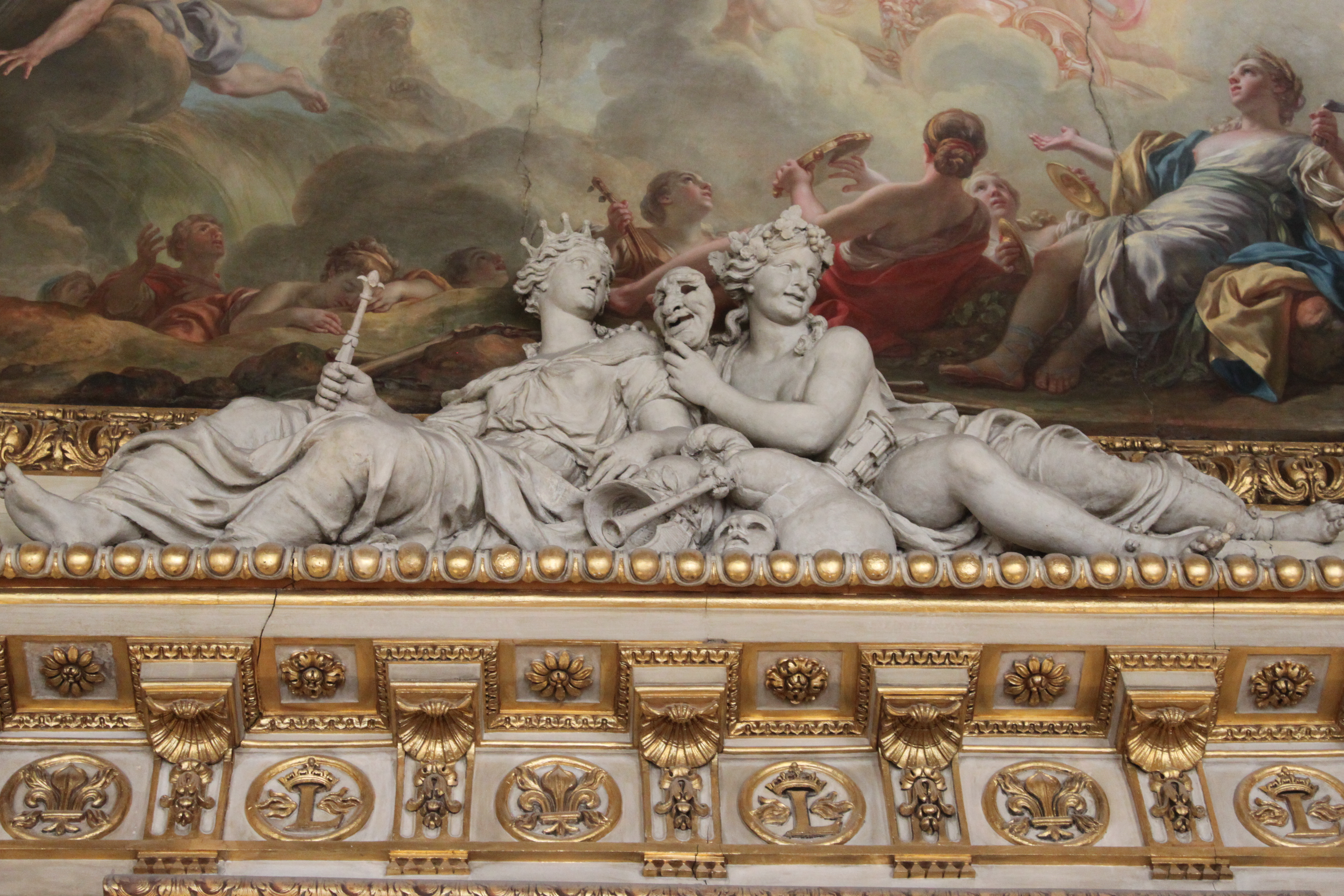
10. Франсуа Жирардон, Мельпомена и Талия (1663-1665).

### Ковры
На основе картонов, созданных Шарлем Лебреном для Мануфактуры Савоннери были заказаны тринадцать ковров, которые должны были покрыть весь пол Галереи. Девятиметровые ковры (по ширине Галереи) повторяли деление потолка на картины и медальоны, содавая тем самым ощущение единства ансамбля. Ковры были изготовлены в 1667 году. До настоящего времени большинство ковров не сохранилось: один фрагмент большого центрального ковра хранится в Соборе Парижской Богоматери, другой — на Мануфактуре Гобеленов. Ещё три ковра принадлежат Mobilier National и выставлены в Лувре.
На хранящемся в Лувре ковре (департамент предметов искусства, зал 604) можно видеть отражение центральной части плафона галереи с гротесками:

Один из ковров Галереи Аполлона, сравнение с плафоном галереи
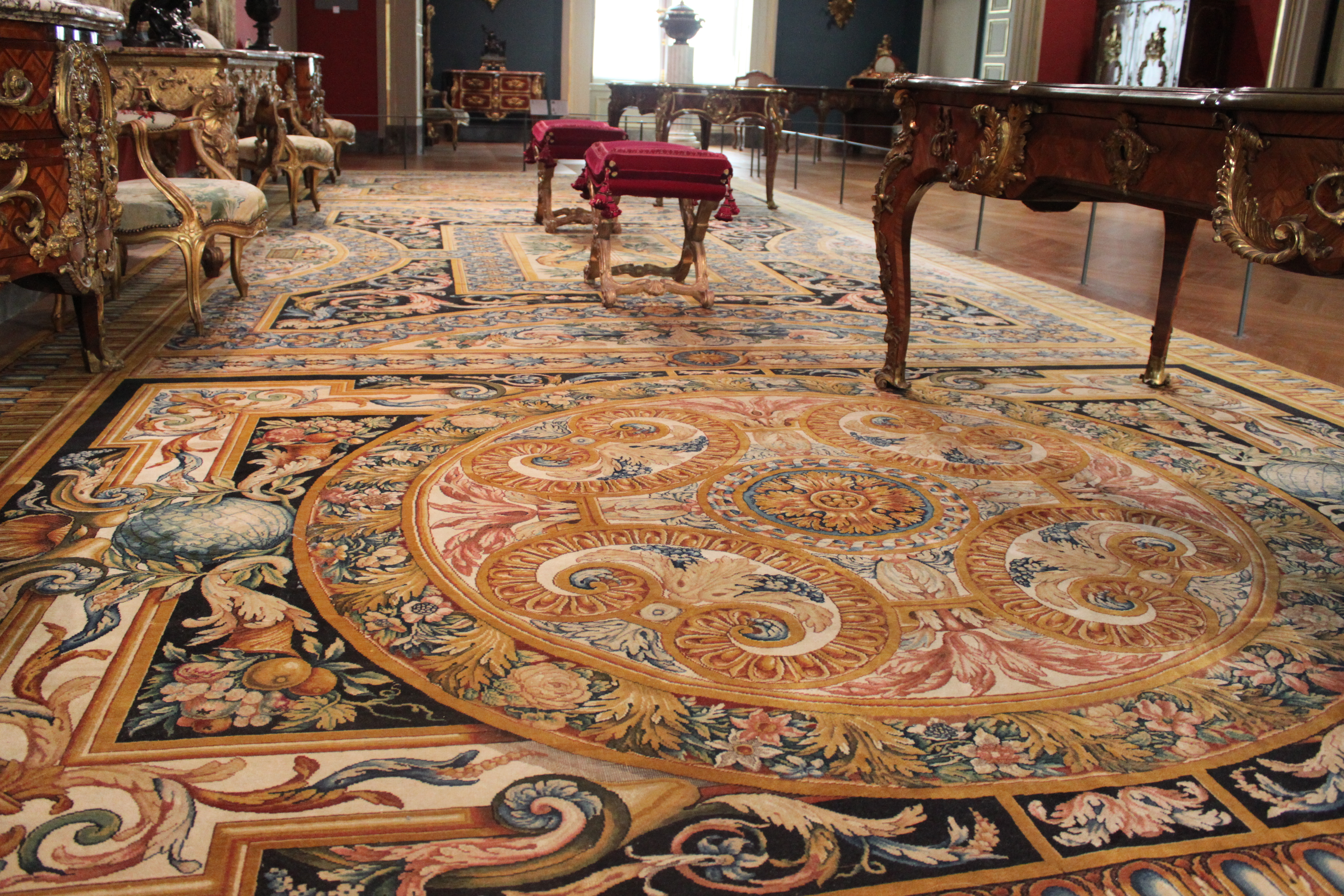
Выставленный в Лувре ковёр Галереи Аполлона
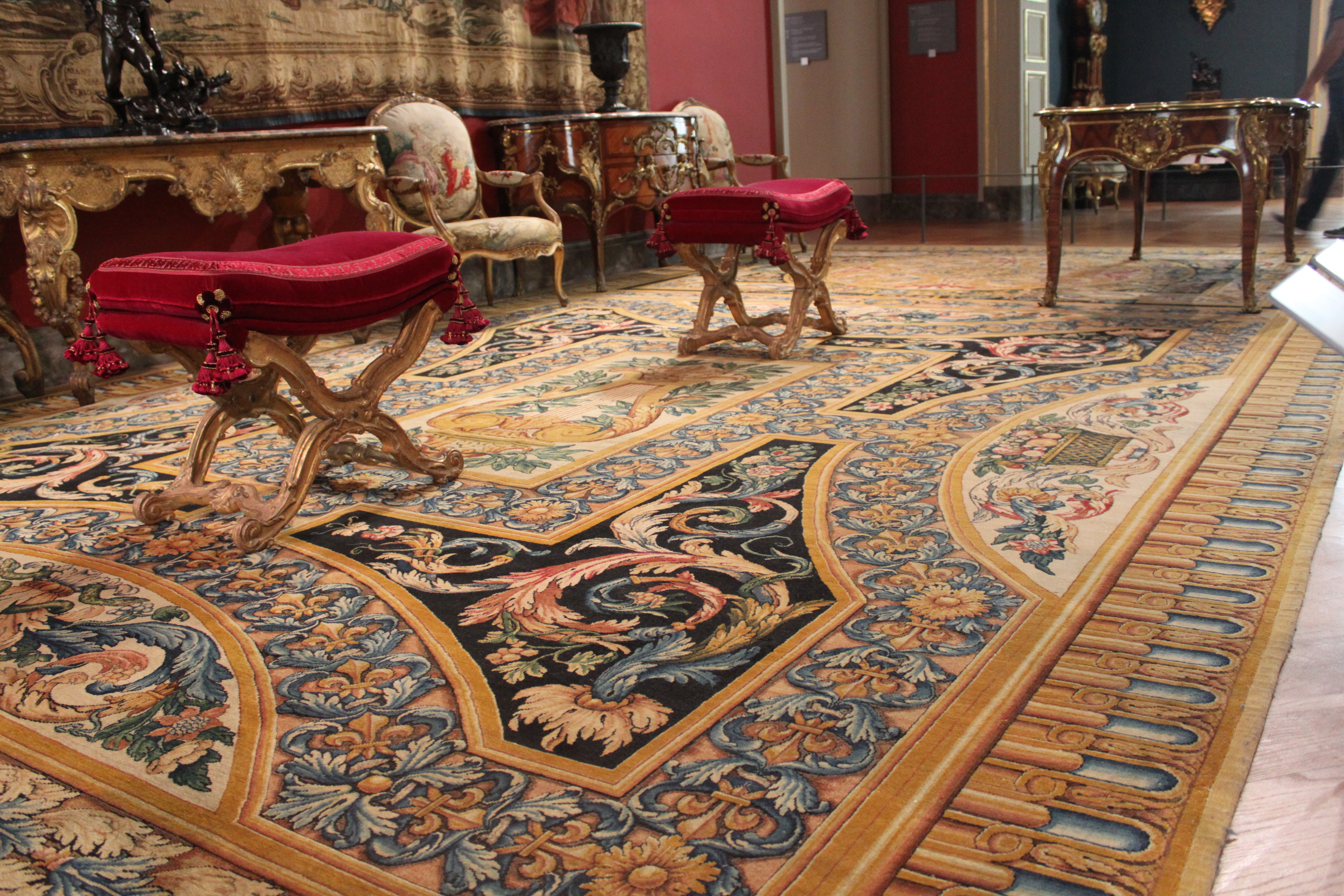
Центральная часть ковра.
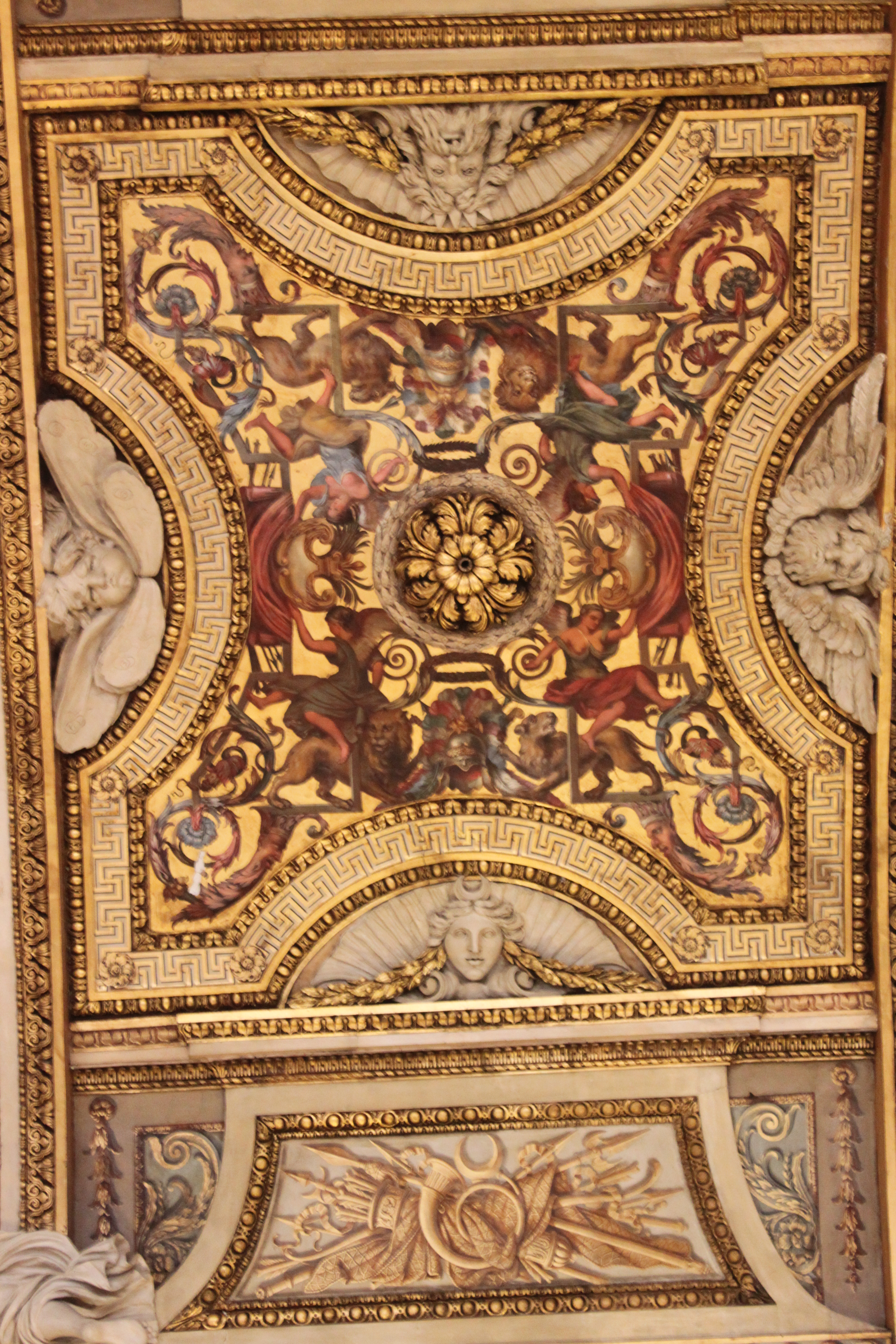
Соответствующая ковру часть потолка

### Прекращение работ
В 1679 году Людовик XIV переехал из Лувра в Версаль, и работы по обустройству Галереи Аполлона были остановлены.

## XVIII век и художники Академии (1769—1781)
Открытая в 1692 году Королевская академия живописи и скульптуры, взялась завершить оформление плафона Галереи Аполлона. По первоначальному замыслу картины потолка должны раскрывать тему времён года, таким образом появились картина Жана-Юга Тараваля «Осень», или «Триумф Вакха и Арианы» (1769), картина Луи Дюрамо «Лето», или «Церера и её спутники, умоляющие солнце» (1774), картина Жан-Жака Лагрене «Зима», или «Эол, выпускающий ветер, который покроет горы снегом» (1775), картина Антуана-Франсуа Калле «Весна», или «Зефир и Флора, венчающие Кибелу цветами» (1780—1781), а также картина Антуана Рену «Утренняя звезда», или «Кастор» (1781).

## Работа Феликса Дюбана (1848—1854)

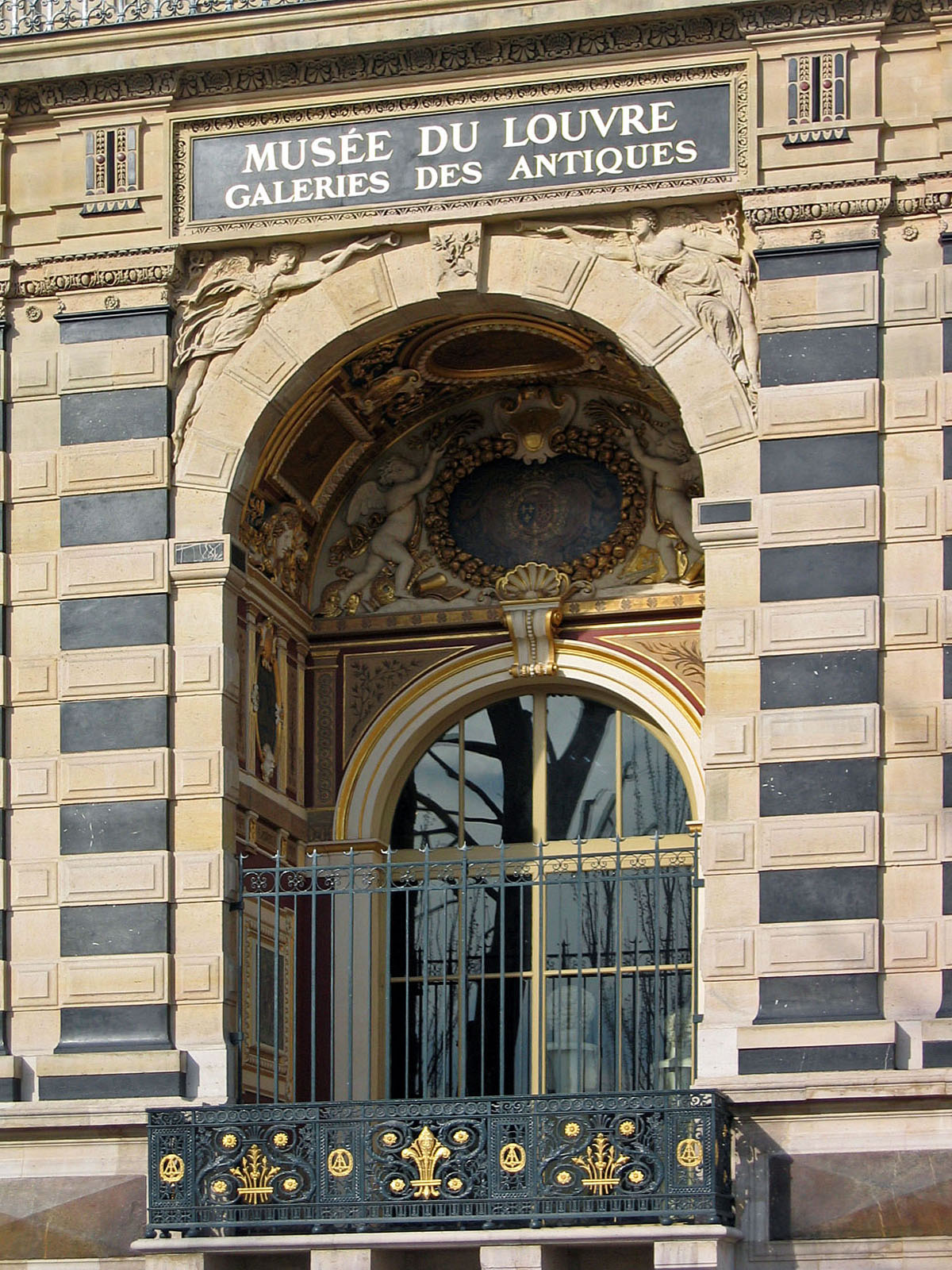
Балкон Карла IX

В 1848 году восстановление галереи было поручено архитектору Феликсу Дюбану. Он восстанавил целостность структуры галереи, укрепил ослабленные точки свода.
Дюбан заказал известным живописцам три картины по оставшимся после Лебрена эскизам: Делакруа («Аполлон, убивающий змея Пифона»), Мюллеру («Аврора») и Гишару («Триумф Земли» или «Триумф Кибелы»). Дюбан также поручил мастеру Пьеру Буланже отреставрировать кованые ворота балкона Карла IX.

### Гобелены
Стены галереи украшают двадцать восемь ковров производства Иануфактуры Гобеленов с портретами французских королей и знаменитых художников. Проект разработал Феликс Дюбан, но изготовлены ковры были только в 1854—1863 годах, уже после отставки архитектора. Ковры представляют художников и государственных деятелей, так или иначе внёсших свой вклад в строительство дворцов Лувра и Тюильри.
24 гобелена имеют размеры 216х133 см, ещё 4 гобелена, изображающие королей в центре галереи, имеют размеры 228х240 см. Представлены следующие персонажи:
- 11 архитекторов:
  - Пьер Шамбиж
  - Филибер Делорм
  - Жан Бюллан
  - Пьер Леско
  - Этьен Дюперак
  - Жак II Андруэ дю Серсо
  - Жак Лемерсье
  - Клод Перро
  - Жюль Ардуэн-Мансар
  - Пьер-Франсуа-Леонар Фонтен
  - Луи Висконти

- 7 скульпторов:
  - Жан Гужон
  - Жермен Пилон
  - Жак Саразен
  - Мишель Ангье
  - Франсуа Жирардон
  - Антуан Куазево
  - Гийом Кусту

- 5 живописцев:
  - Никола Пуссен
  - Джованни Франческо Романелли
  - Пьер Миньяр
  - Эсташ Лесюэр
  - Шарль Лебрен

- 1 ландшафтный архитектор:
  - Андре Ленотр

- 4 короля[7]:
  - Филипп Август
  - Франциск I
  - Генрих IV
  - Людовик XIV

Подборка гобеленов из Galerie d'Apollon
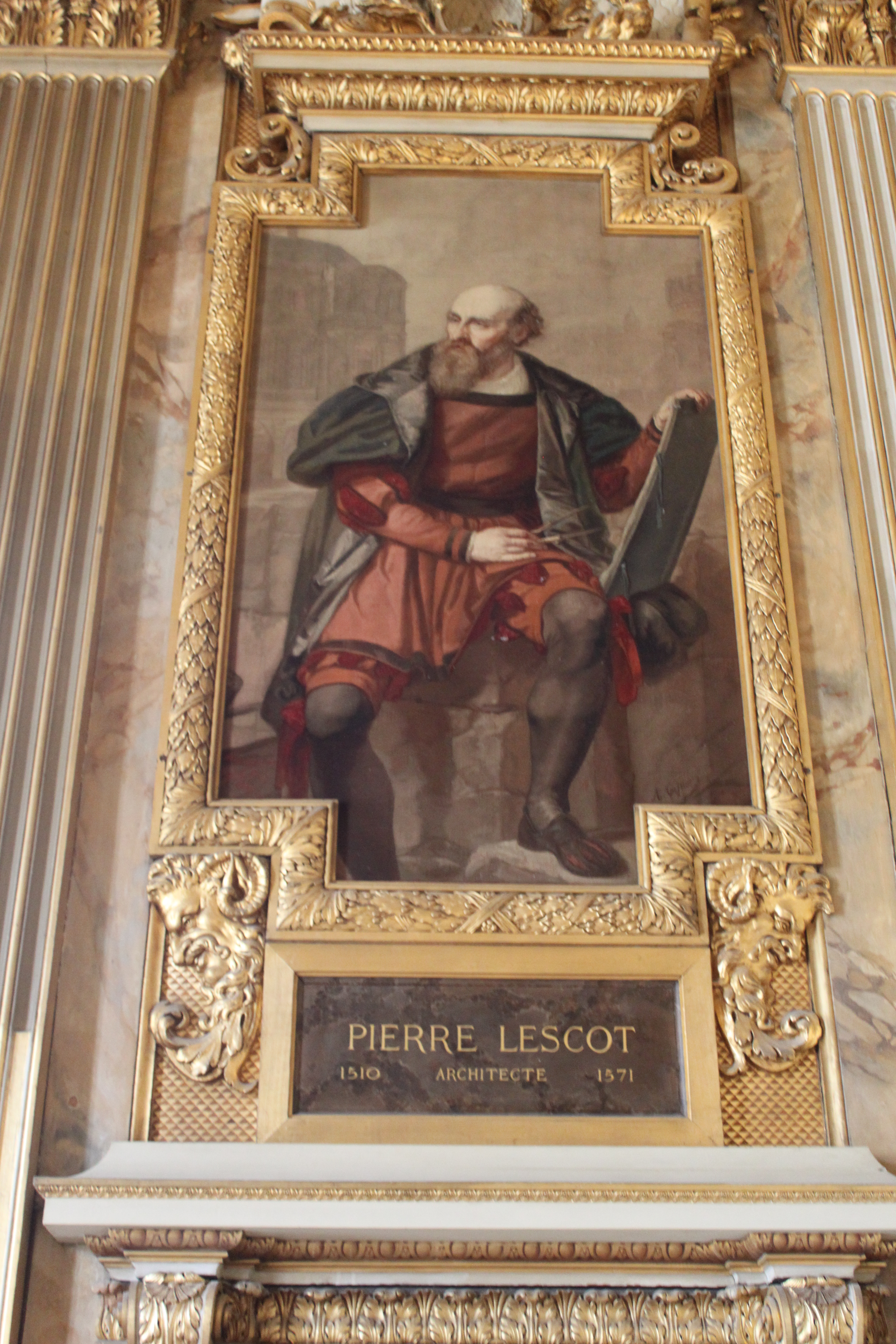
Пьер Леско
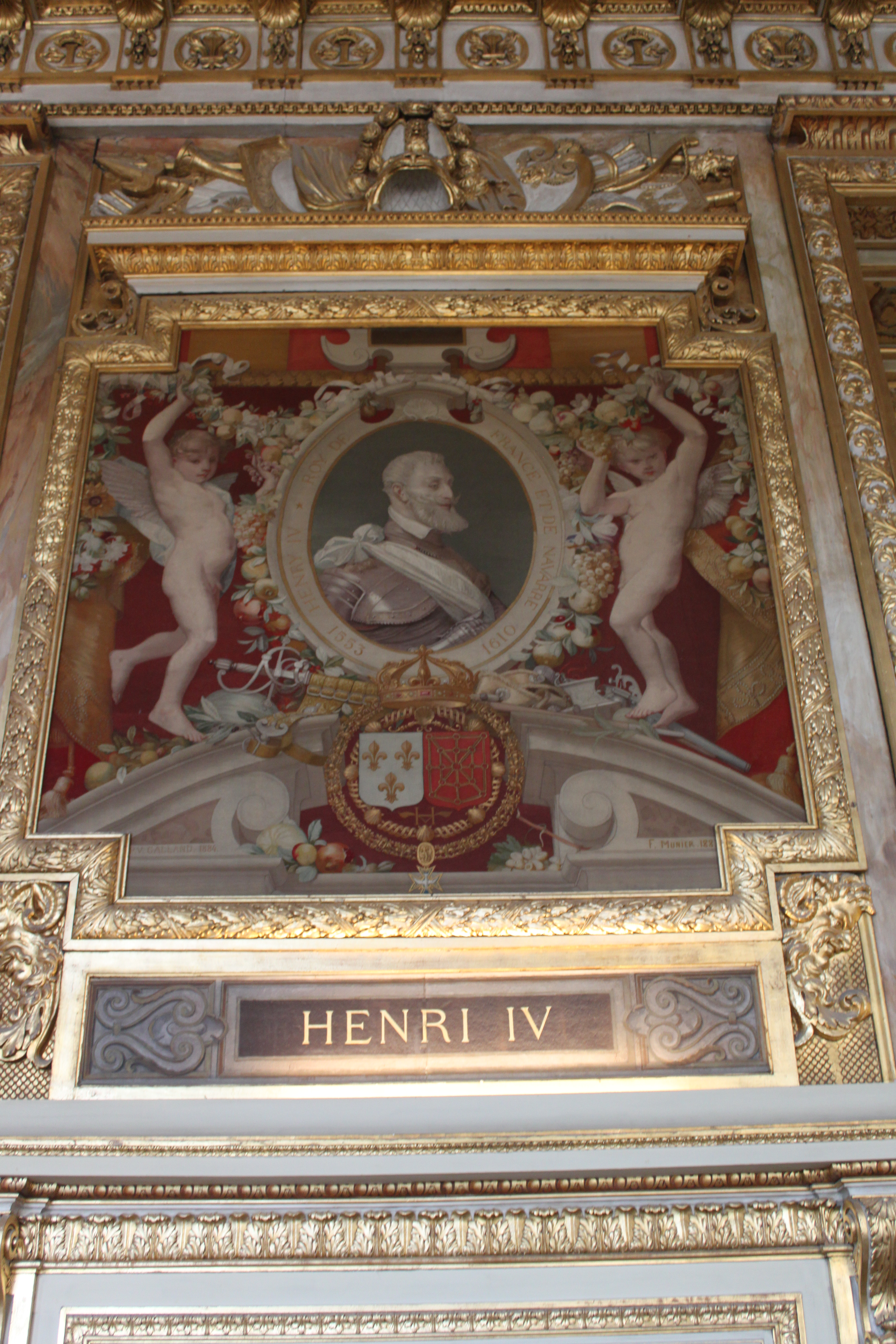
Генрих IV
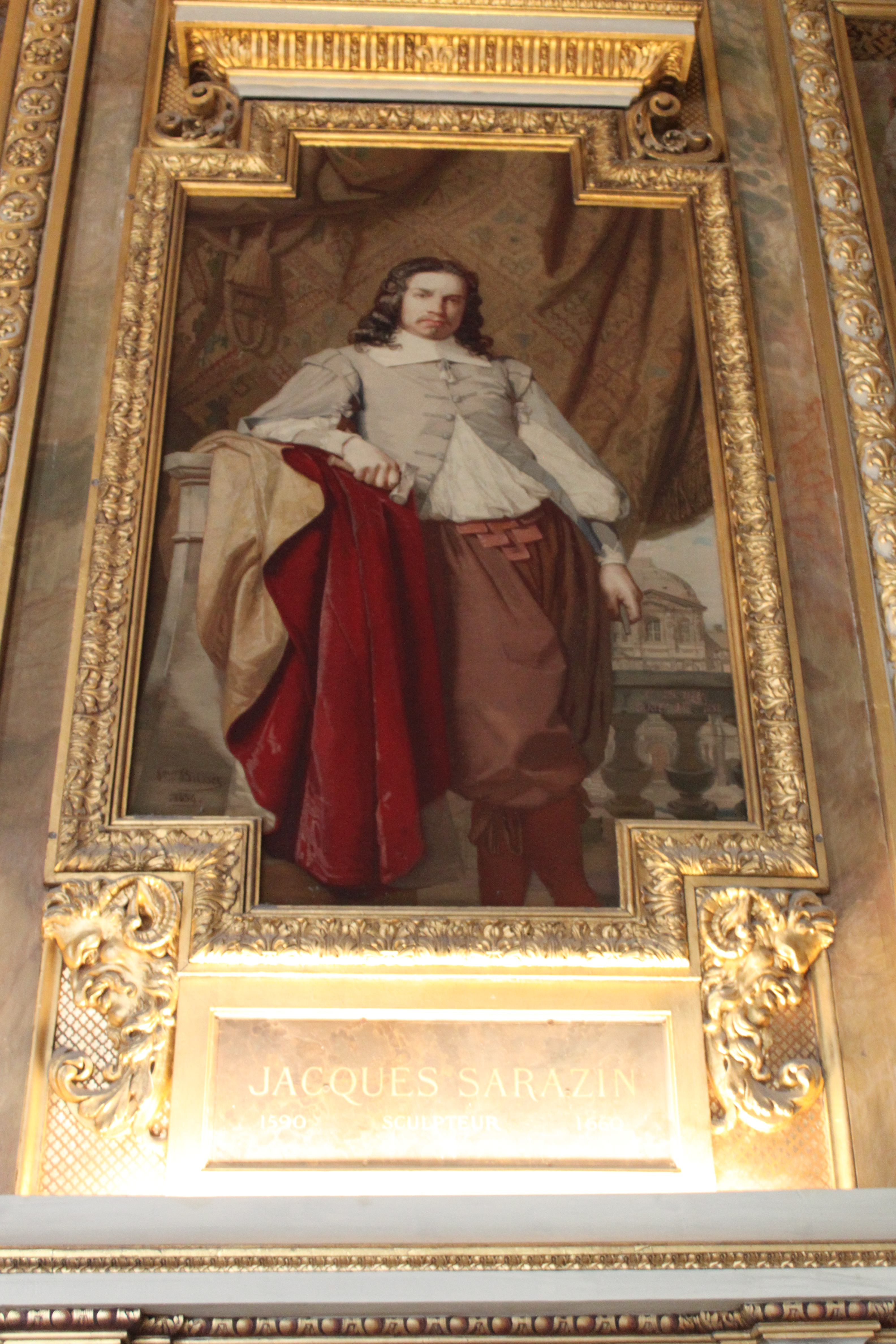
Жак Саразен
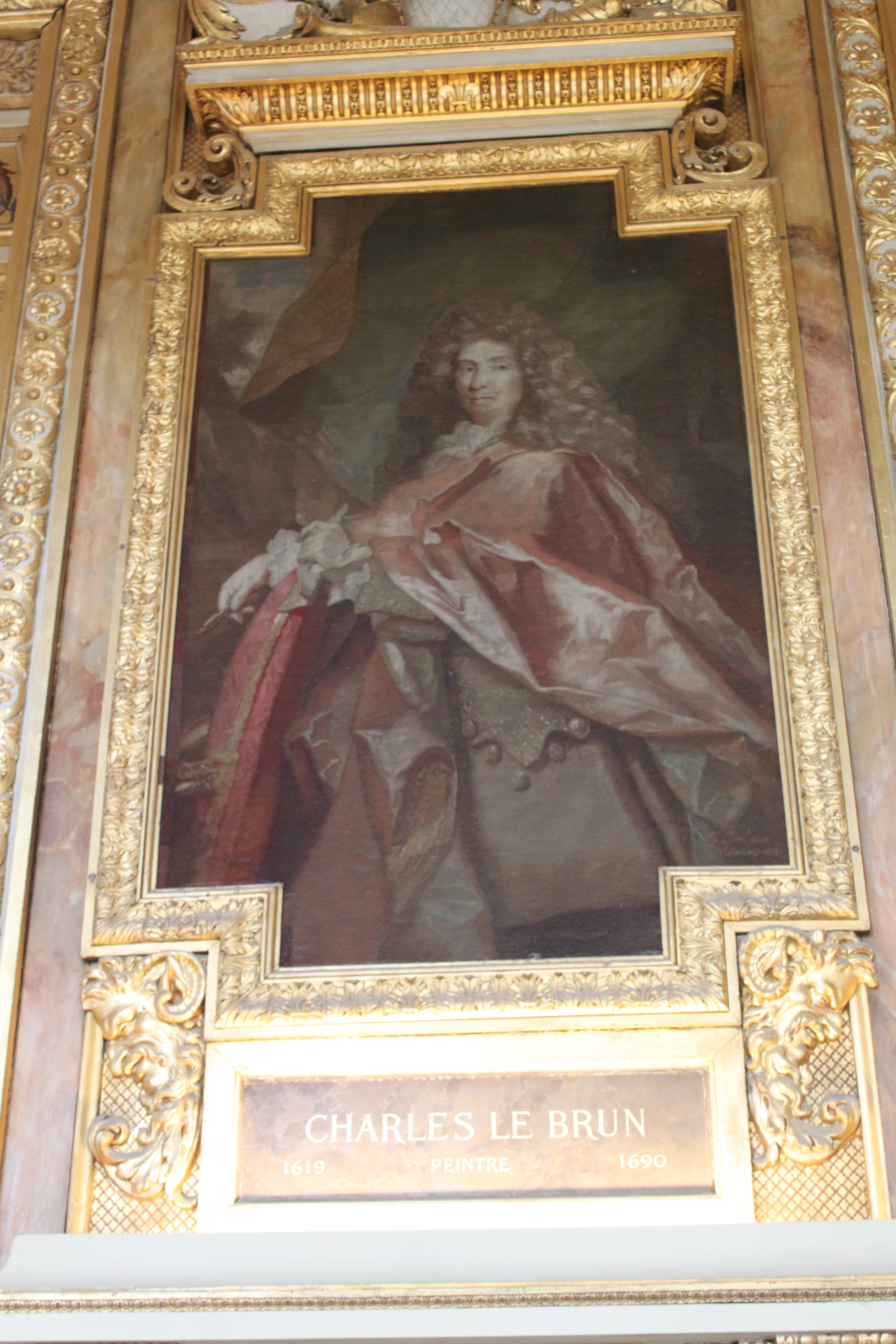
Шарль Лебрен

Торжественное открытие Галереи Аполлона состоялось 5 июня 1851 года, до завершения картины Делакруа. Этот проект положил начало карьере архитектора Дюбана, который после и благодаря Франсуа Дебре многие годы являлся архитектором Школы изящных искусств в Париже.

## Галерея Аполлона в наше время
Декор плафона галереи ныне представляет собой целостный ансамбль, несмотря на длительное время его создания.

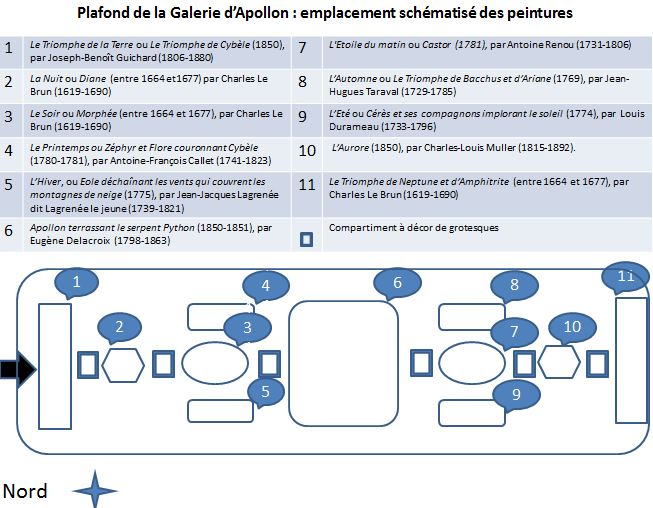
Схема плафона Галереи

Плафон Галереи Аполлона
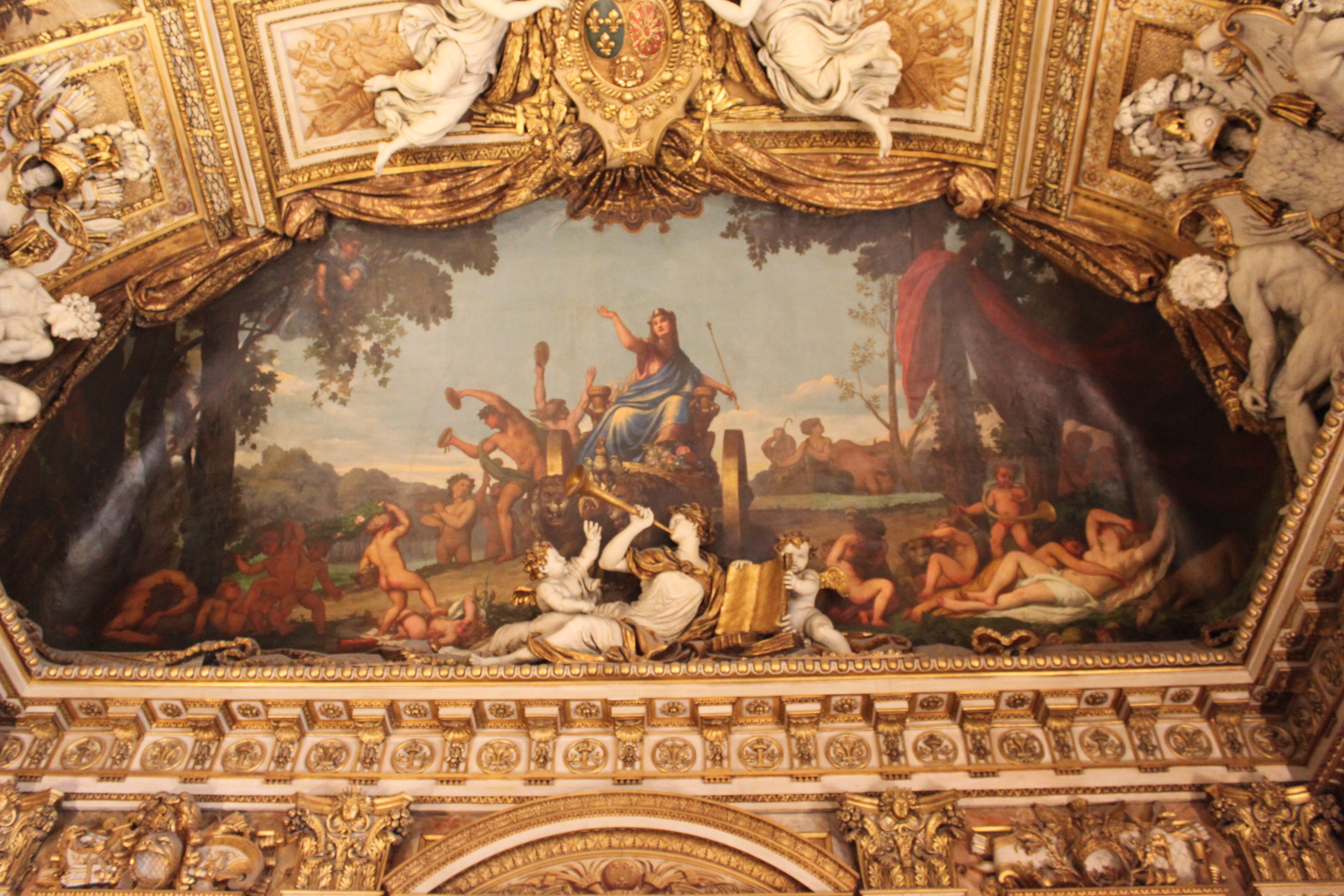
1. Жозеф-Бенуа Гишар. «Триумф земли», или «Триумф Кибелы». 1850
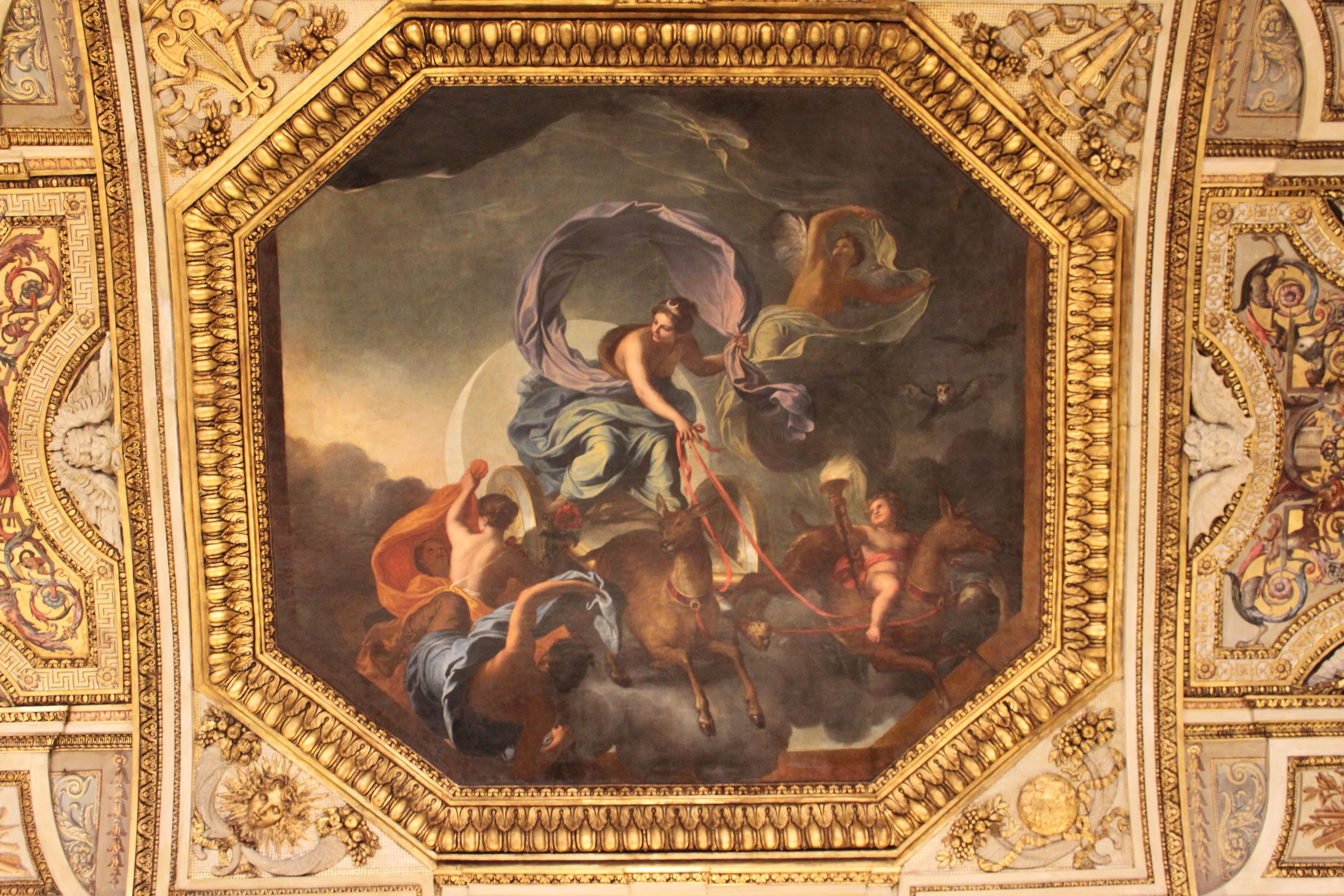
2. Шарль Лебрен. «Ночь», или «Диана». Между 1664 и 1667
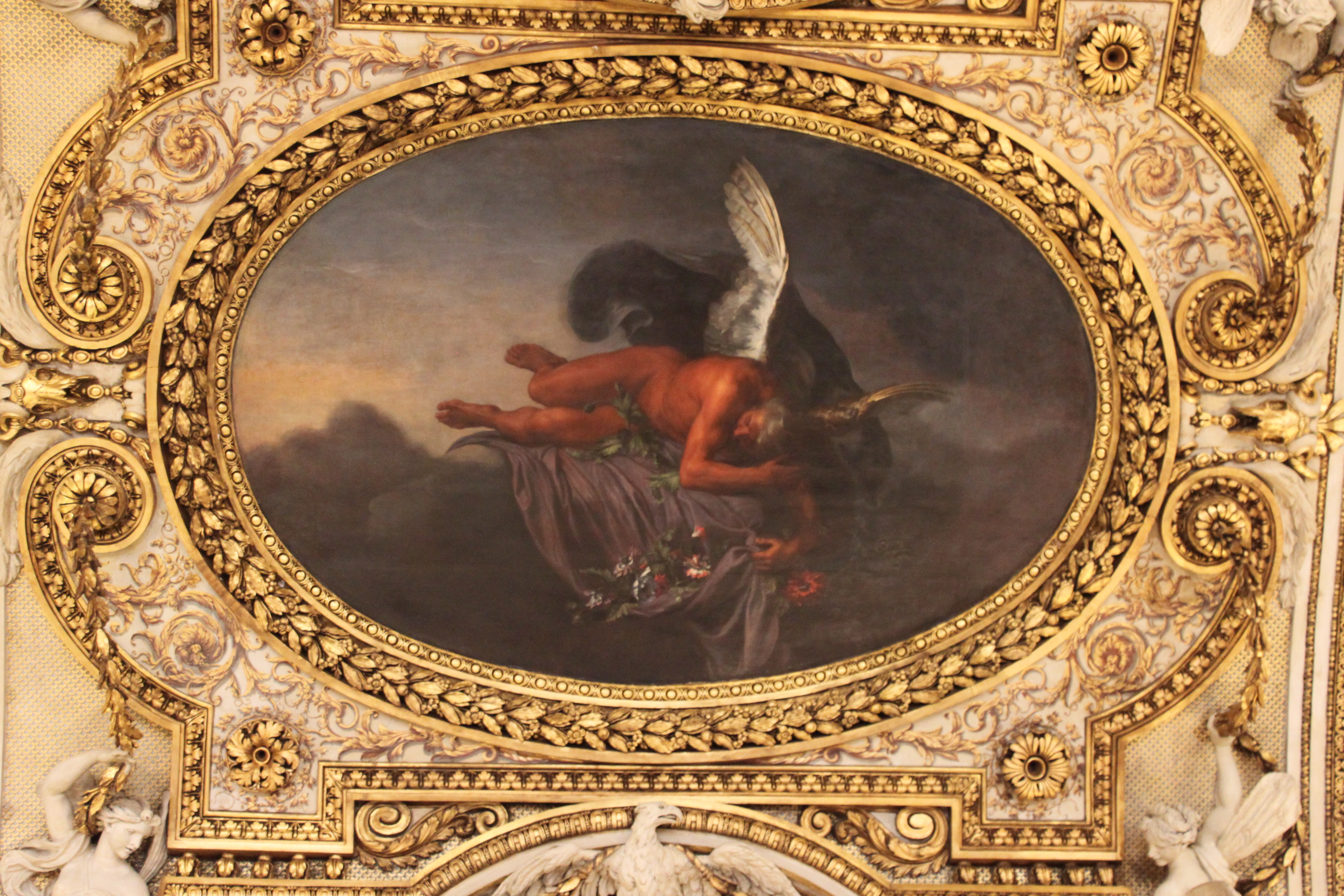
3. Шарль Лебрен, «Вечер», или «Морфей». Между 1664 и 1667
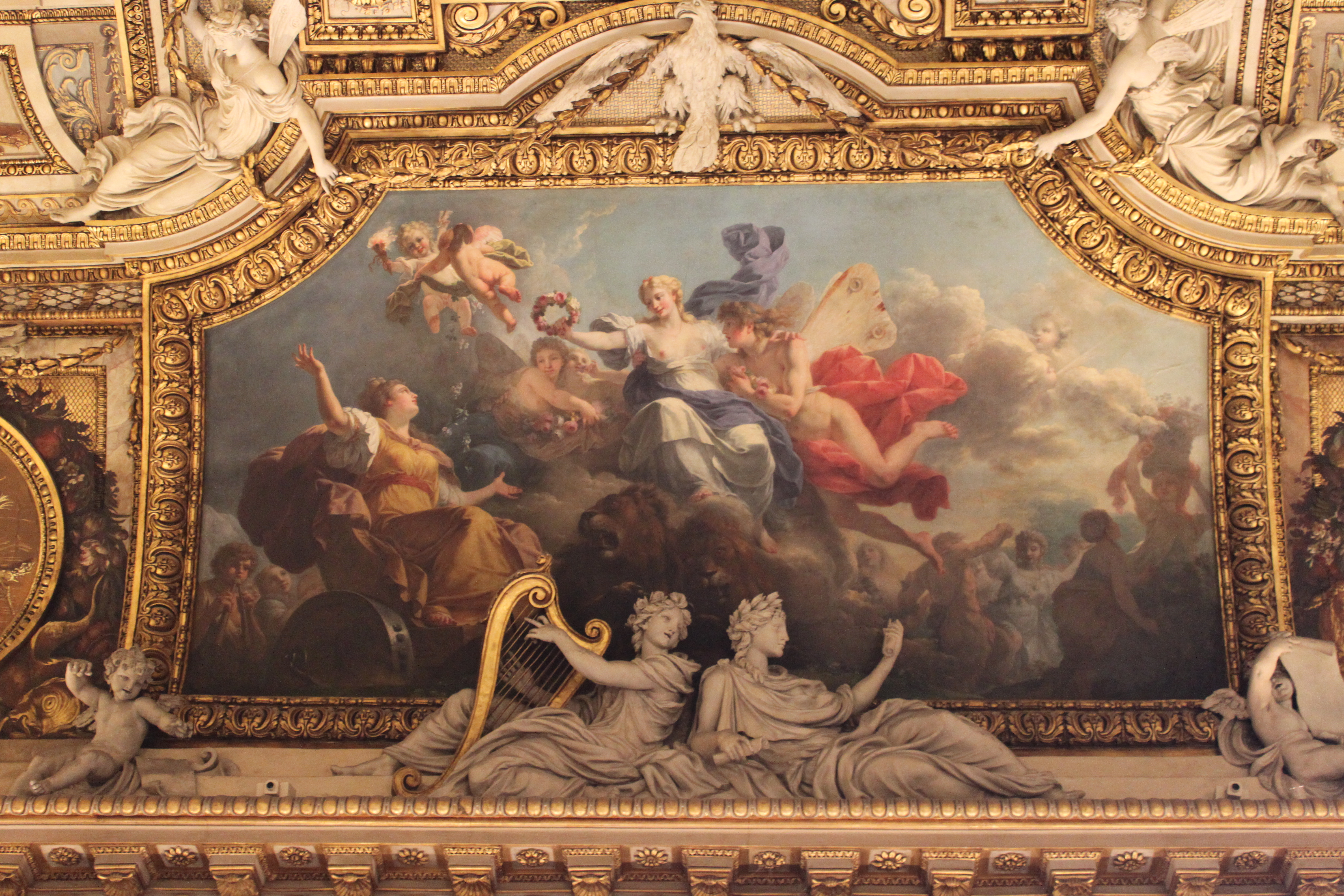
4. Антуан-Франсуа Калле. «Весна», или «Зефир и Флора, коронующие Кибелу цветами». 1780—1781
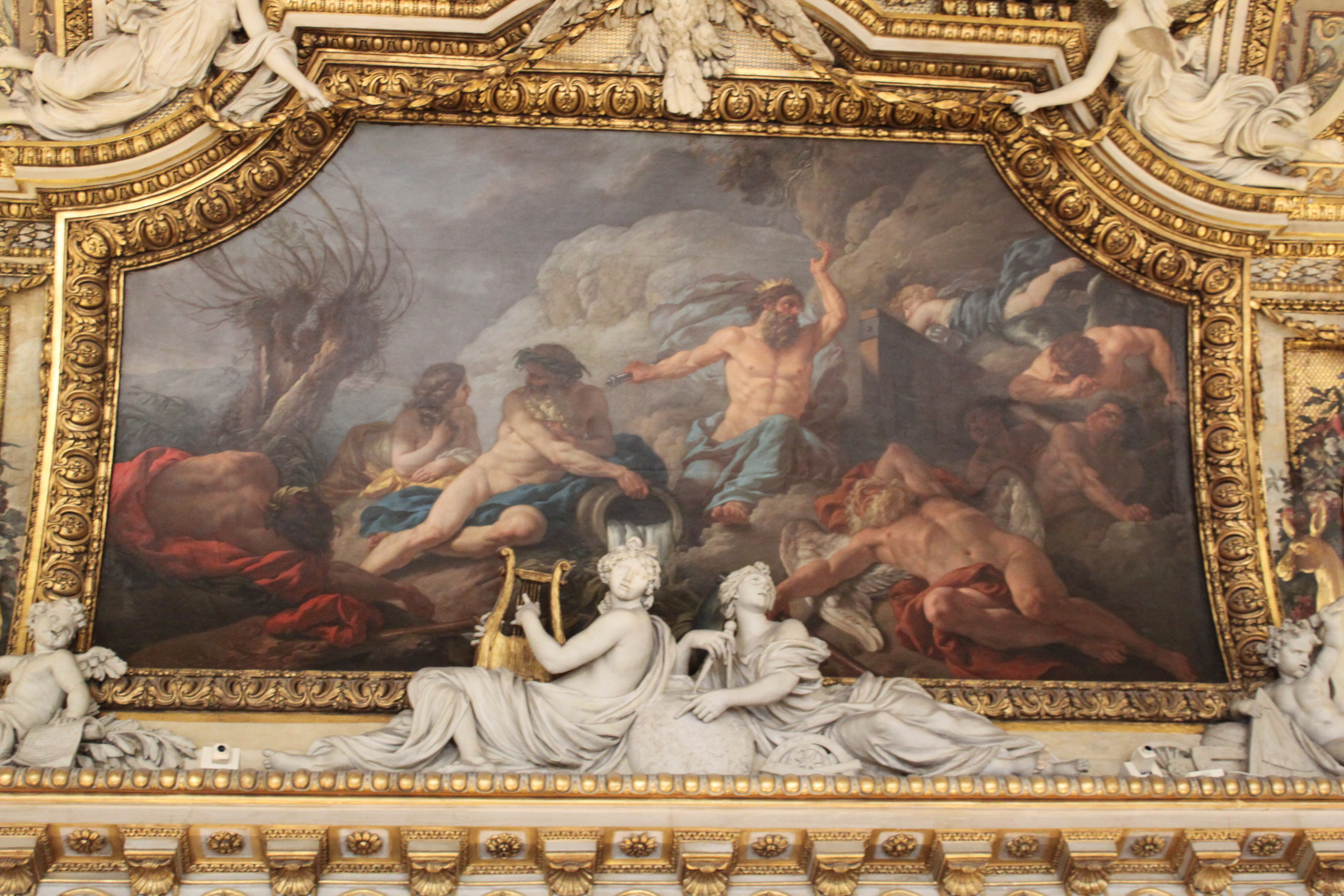
5. Жан-Жак Лагрене. «Зима», или «Эол, выпускающий ветер, который покроет горы снегом». 1775
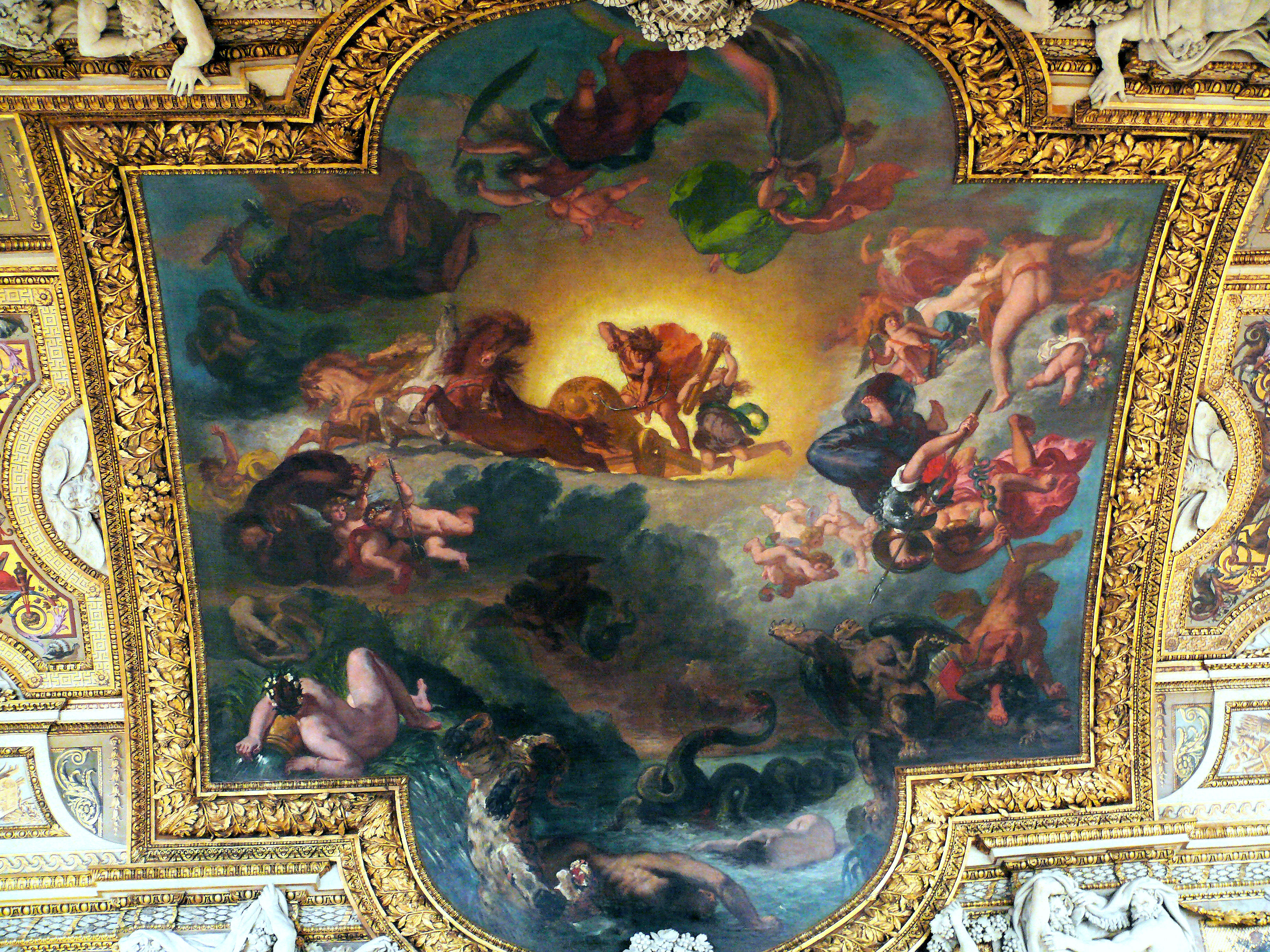
6. Эжен Делакруа. «Аполлон, убивающий змея Пифона». 1850—1851
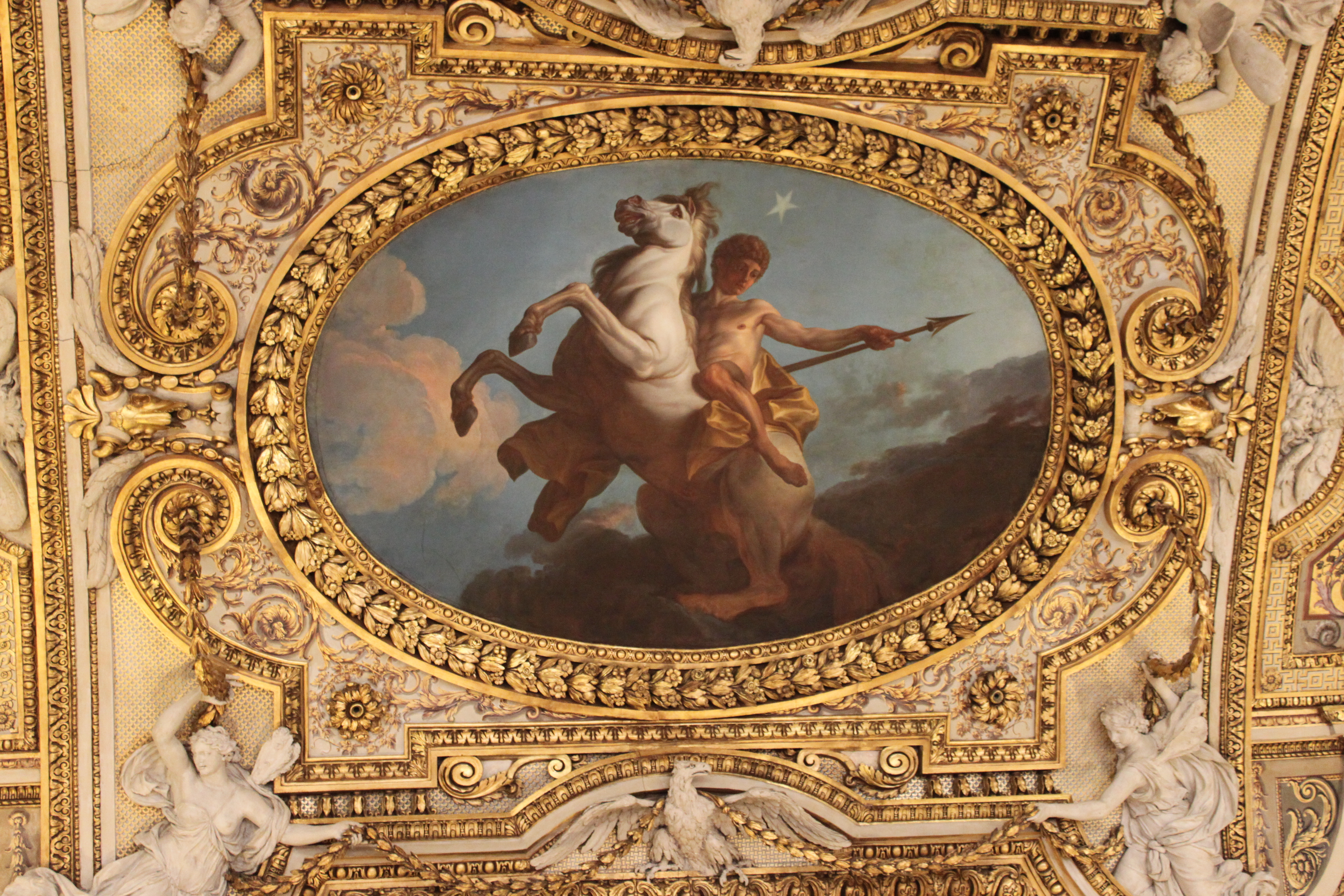
7. Антуан Рену. «Утренняя звезда», или «Кастор». 1781
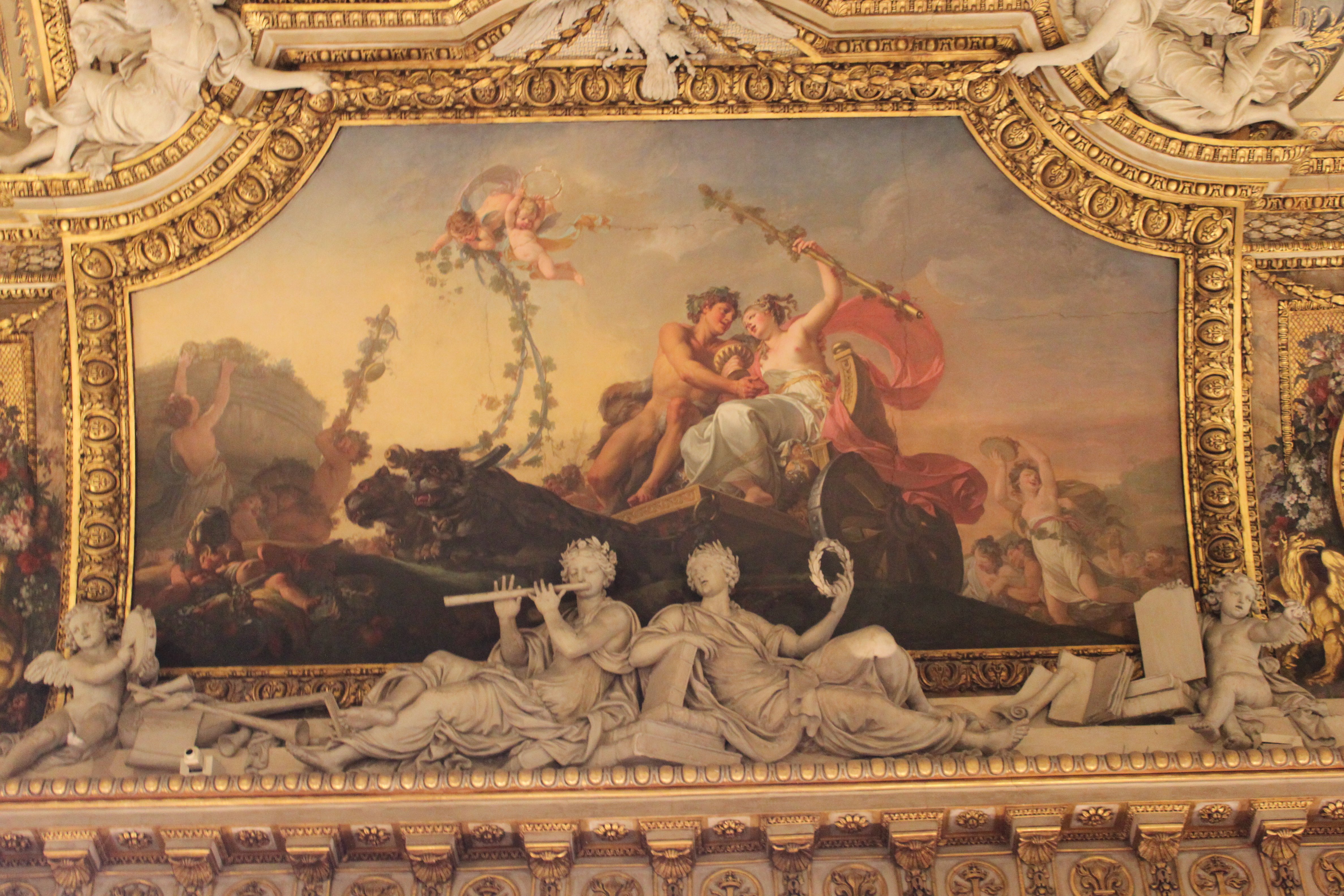
8. Юг Тараваль. «Осень», или «Триумф Вакха и Арианы». 1769
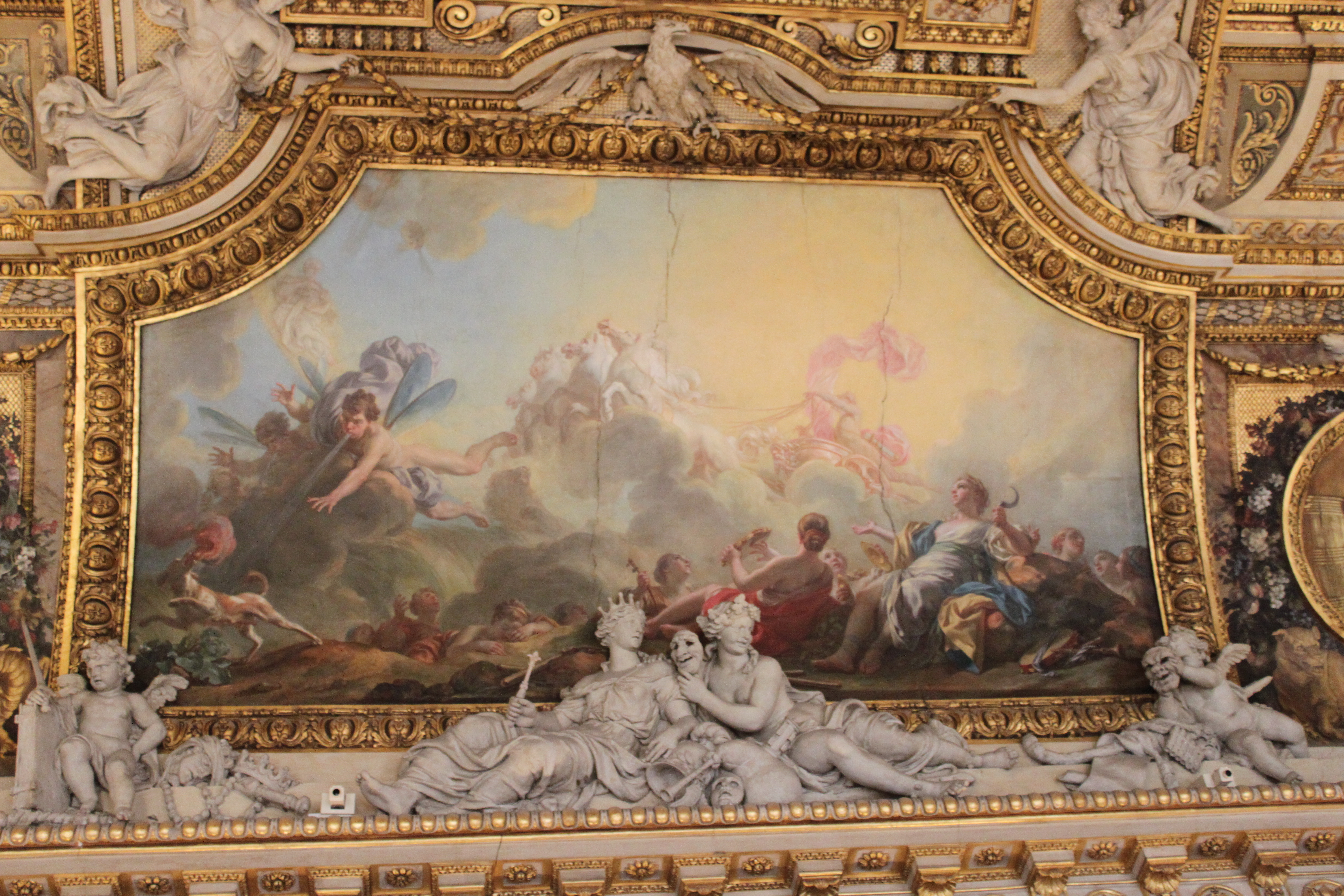
9. Луи-Жак Дюрамо. «Лето», или «Церера и ее спутники умоляют Солнце». 1774
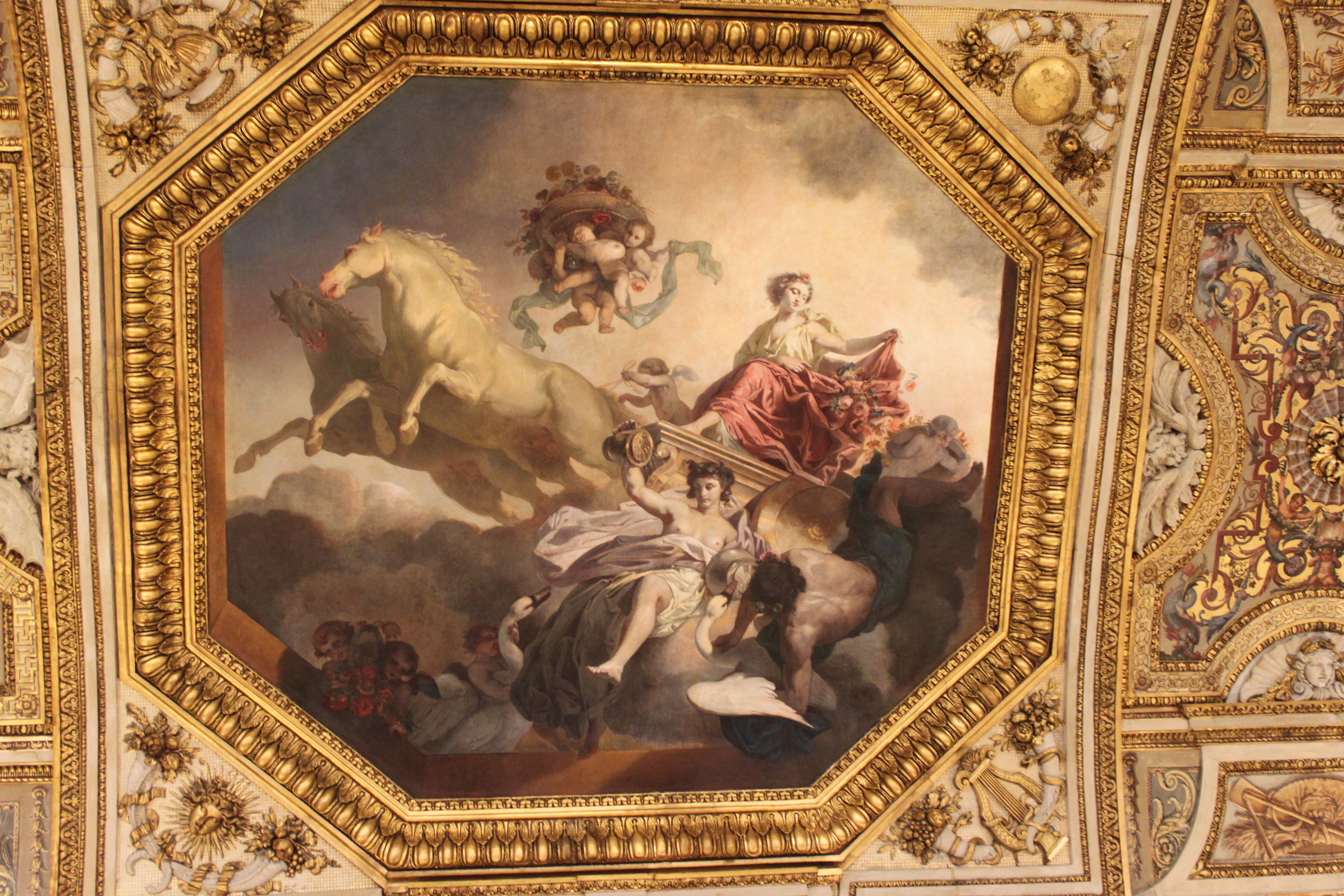
10. Шарль-Луи Мюллер. «Аврора». 1850
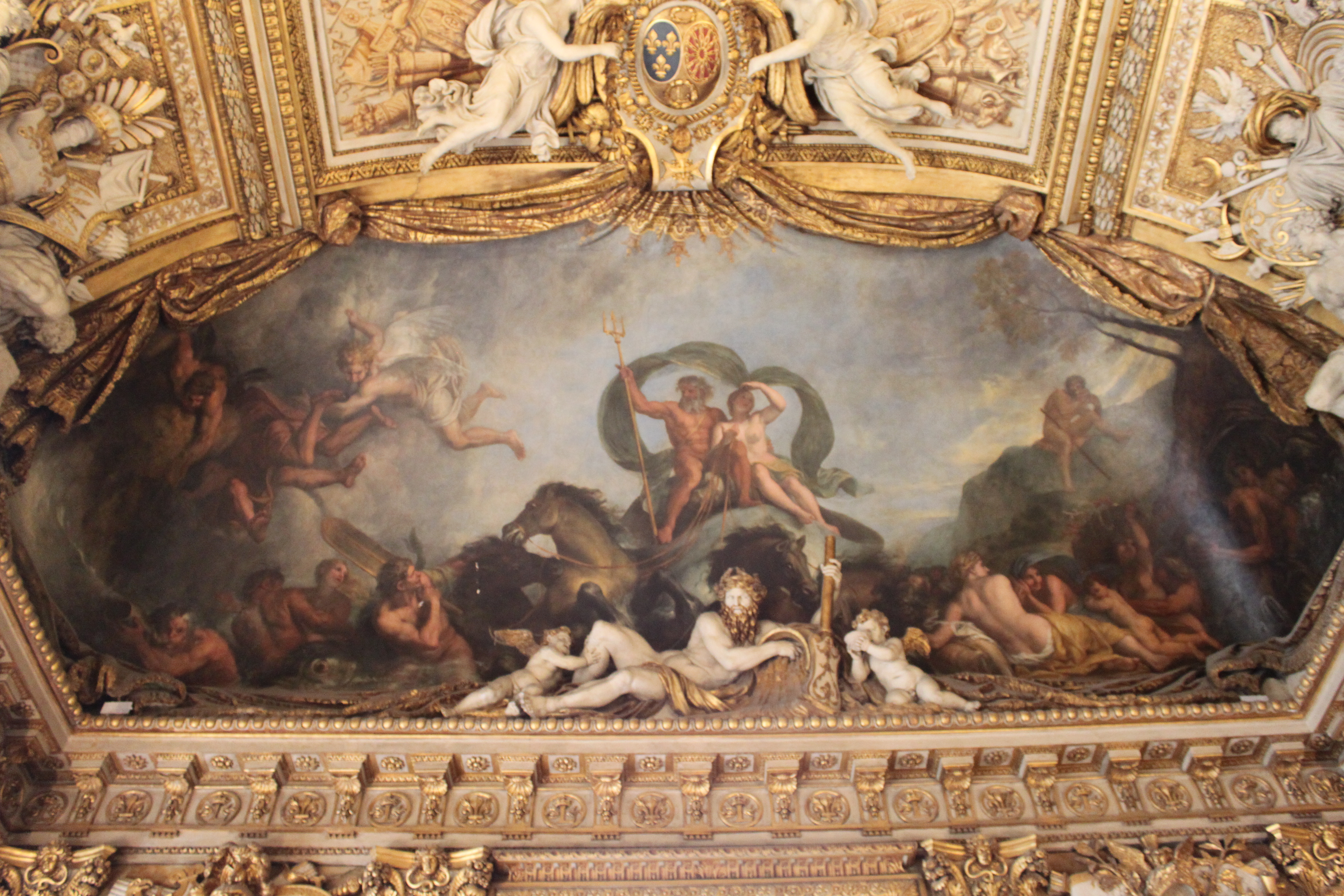
11. Шарль Лебрен. «Триумф Нептуна и Амфитриты». Между 1664 и 1677
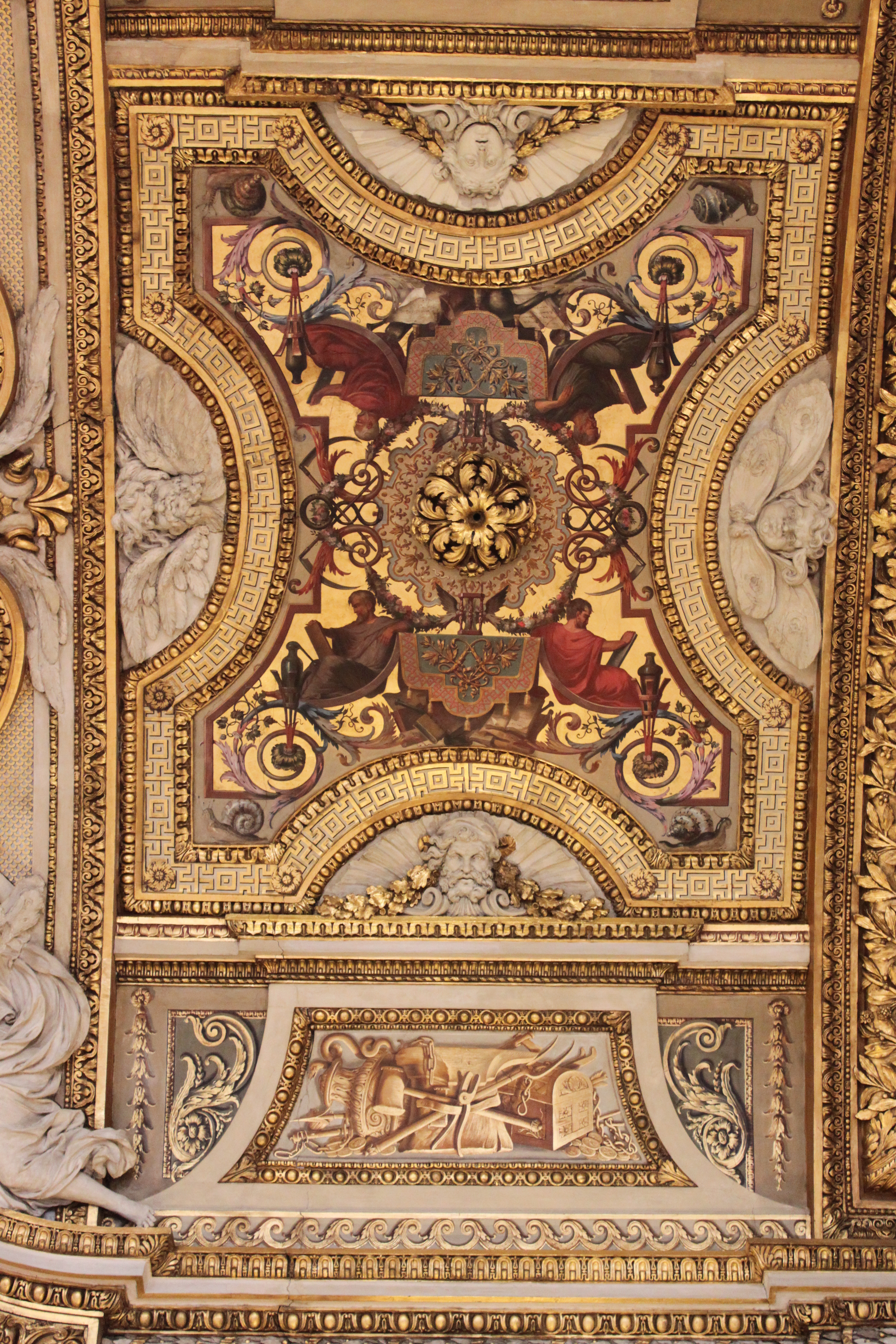
Один из шести гротесков (третий с северной стороны)

В настоящее время в Галерее Аполлона хранится часть драгоценностей французской короны, коллекция ваз из твёрдых и драгоценных камней и коллекция табакерок. Эти объекты находятся в ведении департамента предметов искусства музея Лувр.